# Scorpions
A Scorpions német hard rock együttes, amely 1965-ben alakult Hannoverben. Első albumukat 1972-ben adták ki Lonesome Crow címmel, majd az ezt követő 1970-es években megjelent lemezeikkel elsősorban Európában és Japánban arattak sikereket. Az amerikai áttörést az 1980-as évek elején készült albumaikkal (Blackout, Love at First Sting) érték el, melyeken már teljes mértékben kiteljesedett az együttes védjegyszerű stílusa.
A zenekar legsikeresebb formációja (1978–1992) az alábbi volt: Francis Buchholz basszusgitár, Klaus Meine ének, Matthias Jabs gitár, Rudolf Schenker gitár és Herman Rarebell dobok.
Ebben az összeállításban vették fel az olyan híres slágereiket, mint a Blackoutot, a Still Loving You-t, a No One Like You-t és a Rock You Like a Hurricane-t. Az együttes leghíresebb dala a Wind of Change című ballada.
Az 1990-es évek közepétől veszítettek korábbi népszerűségükből, az évtized második felében készült kísérletezős hangvételű albumaik mind a kritikusok, mind a rajongók részéről vegyes fogadtatásban részesültek. A 2004-ben megjelent Unbreakable című albummal visszakanyarodtak korábbi hangzásvilágukhoz, de az ezt követő Humanity: Hour I (2007) és az együttes búcsúlemezének számító Sting in the Tail (2010) is a zenekar legsikeresebb lemezein hallható zenei világot eleveníti meg. 2010-ben bejelentették, hogy több évig tartó világ körüli búcsúturnéra indulnak.
A Scorpions Európa egyik legismertebb hard rock együttese és egyben Németország legsikeresebb rockegyüttese is.
Világszerte több mint 120 millió lemezt adtak el, (ebből 10,5 milliót az Egyesült Államokban) de más források szerint több mint 150 millió eladott lemez fűződik a nevükhöz. A VH1 zenecsatorna 100 legnagyobb hard rock előadója listáján a 46. helyre kerültek. Ugyanennek csatornának a 100 legnagyobb hard rock dal listáján a Rock You Like a Hurricane című daluk 18. helyezett lett.
A német zenekar több évtizedes múltját és rangját jelzi, hogy korábban olyan zenekarok voltak az előzenekarai, mint a Metallica, a Bon Jovi és a Def Leppard.

## Története

### Korai évek és a debütáló album (1965–1972)
A zenekart 1965-ben, Hannoverben alapította Rudolf Schenker gitáros és Wolfgang Dziony dobos. Eleinte Nameless (névtelen) néven adtak koncerteket, mivel nem találtak megfelelő zenekarnevet. Első koncertjeiket Hannover környéki klubokban adták, repertoárjukat a korszak aktuális beat és rock slágerei alkották. A megalakulás után egy évvel vették fel a Scorpions nevet, melyet Rudolf Schenker javasolt. 1965 és 1967 között Németország északi területén adtak koncerteket, olyan együttesek előzenekaraként, mint a Lords, a Searchers, vagy a brit énekes Dave Dee. Ebben az időben Schenker vállalta magára a dalok eléneklését is, mígnem 1967-ben Werner Hoyer személyében meg nem találták a megfelelő énekest. Szintén 1967-ben Wolfgang Dziony dobost Harald Grosskopf váltotta fel. Hat hónappal később a zenekar feloszlott, mert az együttes egyik gitárosa, Karl-Heinz Vollmer bevonult a hadseregbe. Schenker és Wolfgang Dziony dobos közösen összehoztak egy soul együttest, ami szintén hamar feloszlottt, mert Schenker is bevonult a hadseregbe. 1968 őszén Schenker és Dziony, Lothar Heimberg basszusgitárossal, Worobiec Ulrich szólógitárossal és Bernd Hegner énekessel szervezte újra a Scorpionst. 1969 végén Ulrich és Hegner elhagyta a zenekart, helyükre Klaus Meine énekes és Rudolf Schenker öccse, Michael Schenker gitáros került, akik addig a Copernicus együttesben játszottak. Az elkövetkezendő hónapokban saját dalokat kezdtek írni, azonban eltérően a többi német együttestől, kezdettől fogva angol dalszövegekkel dolgoztak, hogy nemzetközileg is ismert együttessé válhassanak.
1971 októberében stúdióba vonultak, hogy Conny Plank producerrel rögzítsék debütáló nagylemezüket. A Rudolf Schenker (gitár), Michael Schenker (gitár), Klaus Meine (ének), Wolfgang Dziony (dobok) és Lothar Heimberg (basszusgitár) felállású zenekar debütáló albuma 1972 februárjában jelent meg Lonesome Crow címmel. Az album felvételei a Hamburgban lévő Star stúdióban zajlottak, az anyagot pedig a Brain Records adta ki (Amerikában egy kis chicagói kiadó, a Plattenfirma jelentette meg). Zeneileg egy kísérletezős, jammelésekkel és pszichedelikus hangulatokkal teli album született. Az album nem keltett különösebb feltűnést, az Egyesült Államokban mindössze 25 000 darabot adtak el belőle (ma már világszerte több mint egymillió példány talált gazdára). Az AllMusic kritikája szerint a Lonesome Crow az egyik leggyengébb Scorpions albumnak tekinthető, melyen még nem hallható a zenekar későbbi markáns stílusa. A megjelenést egy németországi turné követte, olyan előadók előzenekaraként, mint Rory Gallagher, a Uriah Heep, az UFO és az Atomic Rooster. 1972-ben több mint 130 koncertet adott az együttes, azonban a turné végeztével Michael Schenker eleget tett a gitárost kereső UFO felkérésének, ezért elhagyta a Scorpionst. Ezt követően Dziony és Lothar Heimberg is elhagyta a zenekart, amely egy rövid időre fel is oszlott.

### Fly to the Rainbow,In Trance,Virgin Killer(1973–1976)
1973-ban Klaus Meine és Rudolf Schenker Uli Jon Roth gitárossal, Francis Buchholz basszusgitárossal, Jürgen Rosenthal dobossal és a billentyűs hangszereken játszó Achim Kirschningel újraindította az együttest. Uli Jon Roth korábban a Dawn Road, míg Jürgen Rosenthal a Morrison Gulf és a Dawn Road zenekarokban játszott. Uli Jon Roth eleinte csak kisegítő gitárosként csatlakozott a zenekarhoz, végül állandó tag lett. 1973-ban a Sweet előzenekaraként bonyolították le első európai turnéjukat, majd 1974-ben szerződést írtak alá az RCA Records lemezkiadóval. Még ez évben a Münchenben lévő Musicland és a Sachsen stúdiókban nekiláttak rögzíteni következő albumukat, melynek produceri munkáit is maguk láttál el Wolfgang „Mack” mellett. Az album Fly to the Rainbow címmel jelent meg 1974. november 1-jén, melyen már nagyobb teret kaptak az energikus hard rock dalok. Az album kedvezőbb kritikákat kapott elődjénél, amely kereskedelmileg is sikeresebbnek bizonyult a debütáló albumnál. A lemez olyan dalai, mint a Speedy's Coming és a címadó Fly to the Rainbow már előrevetítették a későbbi albumok keményebb hangvitelét. A felvételek után Achim Kirschning elhagyta a zenekart, helyére nem kerestek új billentyűst. 1974 őszén a Casey Jones & the Governors beategyüttessel, majd Edgar Broughtonnal és a Dr. Hook & a Medicine Show zenekarral turnéztak Németországban.

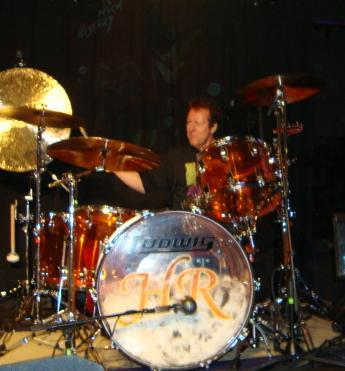
Herman Rarebell 1977-ben csatlakozott a zenekarhoz, majd 1996-ban lépett ki

1975-ben Jürgen Rosenthal kilépett a zenekarból, mielőtt bevonult a hadseregbe. 1976-ban csatlakozott az Eloy progresszív rock együtteshez, ahol három albumon is szerepelt. Helyére egy belga származású dobos, Rudy Lenners került. Már vele kezdtek el dolgozni a következő albumon, melynek produceri munkálatait ezentúl Dieter Dierksre bízták. Harmadik albumuk az In Trance 1975. szeptember 17-én jelent meg, és az elődeinél rövidebb, lényegre törőbb hard rock dalokat tartalmazott. Az együttes hangzásvilága itt teljesedett ki igazán, melyben elévülhetetlen érdemeket szerzett Dieter Dierks, a rutinos producer is. Az együttes egészen 1988-ig dolgozott együtt Dierks-szel. Az albumnak nemcsak a zenéje keltett figyelmet, hanem a szexuális túlfűtöttségről árulkodó borító is, melyen már a zenekar máig használt klasszikus logója szerepel. Az album kiváló kritikákban részesült, az Allmusic négy és fél csillagot adott rá az ötből, és elsősorban az énekteljesítményt és a zene erőteljességét dicsérte. Az olyan dalok, mint a Dark Lady, a Robot Man vagy a címadó In Trance az együttes klasszikus dalai közé tartoznak. Az album főleg Japánban aratott kiugró sikereket, ahol az RCA legkelendőbb rockalbuma lett. A lemez kiadása után Európában turnéztak először a Sweet előzenekaraként, s ennek révén a skandináv országokban is adtak koncerteket. A Sweet együttestől két dalt is feldolgoztak (Fox on the Run, Action), melyeket The Hunters álnéven ki is adtak kislemezen, német nyelven (Fuchs geh' voran és Wenn es richtig losgeht címmel). Ezt követően az Egyesült Királyságban adtak koncerteket, elsőként a liverpooli Cavern Clubban, majd a londoni Marquee Clubban is felléptek. Később még 30 koncertet adtak a szigetországban. 1975-ben Németországban a legjobb koncertegyüttesnek szavazták meg a Scorpionst.
Az együttes negyedik albuma 1976. november 21-én jelent meg Virgin Killer címmel, és mind kritikailag, mind kereskedelmileg az addigi legsikeresebb albumuk lett. A lemezt sokan az egyik legjobb albumuknak tartják, az Allmusic kritikája is nagy hatású heavy metal klasszikusként jellemezte. Az album borítója (melyen egy meztelen kislány látható egy megrepedt üvegtábla mögött) azonban jelentős botrányt váltott ki, s emiatt pedofíliával vádolták meg az együttest. Ezért később más borítóval jelent meg az album. A fotót az RCA termékmenedzsere, Stefan Bohle tervezte, amitől a kiadó a várható botrány révén extra publicitást remélt. 1976-ban az album megjelenésekor a KISS előzenekaraként turnéztak az Egyesült Királyságban és Európában. A körút tovább növelte népszerűségüket, Japánban aranylemez lett a Virgin Killer, míg Németországban elnyerte az év albuma díjat.

### Taken by Force,Lovedrive,Animal Magnetism(1977–1981)
1977-ben Rudy Lenners személyes okokra hivatkozva kilépett az együttesből, helyére Herman Rarebell került. 1977 júniusában stúdióba vonultak, hogy rögzítsék következő albumukat. A felvételek októberig tartottak, a lemez pedig Taken by Force címmel 1978 januárjában jelent meg. Az anyag fogadtatása – az előző két albumhoz képest – meglehetősen visszafogott volt. Az Allmusic csak két pontot adott rá, és a kritikájában kijelentette, hogy a Steamrock Fever, a We'll Burn the Sky He's és a Woman – She's a Man dalok tekinthetők a lemez legerősebb pillanatainak. A német Metal Hammer kritikusa, Christof Leim viszont klasszikusnak nevezte, elsősorban a fülbemászó dallamok és az érett komponálási képességek révén. Az RCA hatékony reklámozása ellenére az album nem lett kelendőbb elődeinél, Japánban viszont megint aranylemez minősítést szereztek vele. Az album megjelenése után Európában, majd Japánban adtak koncerteket. A japán repülőtéren lelkes tömeg várta a zenekart, és az öt koncerten (Tokió, Oszaka és Nagoja városokban) összesen 120 000 néző előtt léptek fel. A japán turné után Uli Jon Roth gitáros kilépett az együttesből. Döntése hátterében az állt, hogy a csapatmunkával ellentétben egyedüli vezető akart lenni, és nem akart zenei kompromisszumokat kötni. Rudolf Schenker elmondása szerint zenei nézetkülönbségek is adódtak, mivel Jon Roth Hendrix stílusú játéka kevésbé illett az együttes stílusához. Kilépése után megalapította az Electric Sun együttest, majd szólólemezei révén szerzett magának komoly gitárhősi hírnevet. Az 1978. április 24-én és 27-én adott tokiói fellépéseket az 1978-ban megjelent Tokyo Tapes koncertlemez örökítette meg. 1978-ban megjelent az együttes első válogatásalbuma, a The Best of Scorpions.
Az új gitáros megtalálása érdekében Francis Buchholz basszusgitáros a Melody Maker magazinban adott fel hirdetést. Több koncerten Billy Rankin segítette ki az együttest, aki korábban a Phaze, majd később a Nazareth soraiban is megfordult. Londonban több mint 140 gitárost hallgattak meg, míg meg nem találták a megfelelő muzsikust Matthias Jabs személyében, akit Buchholz korábbról már ismert. Az elődjénél keményebben, jóval rockosabban játszó Jabs társaságában 1978 szeptemberében stúdióba vonult a zenekar. A felvételek decemberben befejeződtek, az album pedig Lovedrive címmel jelent meg 1979. február 25-én. Az anyagot az Egyesült Államokban már a Mercury, míg a világ többi táján a Harvest/EMI adta ki. Az album három dalában (Coast to Coast, Lovedrive, Another Piece of Meat) szerepel a régi gitáros, Michael Schenker is, akinek ekkortájt megromlott a viszonya az UFO tagjaival, ezért kilépett a zenekarból. A Lovedrive album az elődeinél keményebb és direktebb hard rock lemez, egyben az addigi legsikeresebb albumuk lett (világszerte 4 millió példányban kelt el). A kritikusok és a rajongók egyaránt az addigi legjobb Scorpions albumnak titulálták, az Allmusic magazin négy és fél pontot adott rá, és az egyik legjobb alkotásuknak nevezte az anyagot. A Lovedrive lemezt a Melody Maker az év egyik legjobb heavy metal albumának nevezte. Az album olyan közkedvelt Scorpions-dalokat tartalmaz, mint a Loving You Sunday Morning, az Always Somewhere, a Holiday és az instrumentális Coast to Coast. Ezen a lemezen vette kezdetét az a „Scorpions formula”, melyet a hard rock dalok és a dallamos balladák váltakozása tesz ki. Az album borítója 1979-ben elnyerte a Playboy magazin legjobb albumborítója díját, bár az amerikai kiadás más borítót tartalmazott, mint az európai.

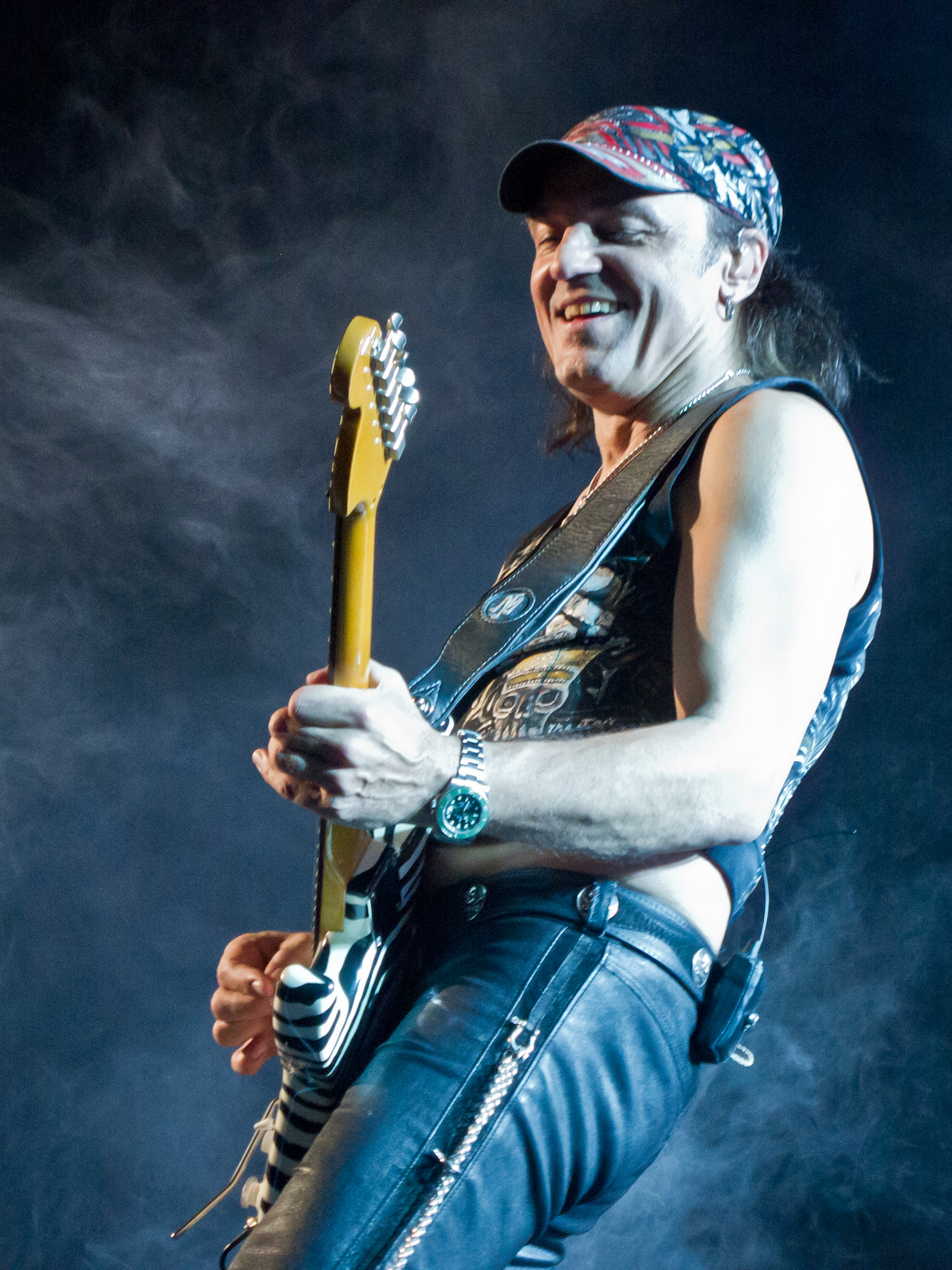
Matthias Jabs szólógitáros 1978 óta a Scorpions tagja

Az album révén az Egyesült Államokban is ismertségre tett szert a zenekar, miután a lemez az amerikai albumlistán az 55. helyre került. Az album megjelenése után a zenekar úgy döntött, hogy Michael Schenkert tartják meg Matthias Jabs helyett. Schenker viszont még alkoholizmussal küszködött, így néhány koncerten kénytelen volt az együttes Jabs-szal fellépni. Schenker koncertképtelen állapota miatt az 1979 áprilisi francia turnén már Matthias Jabs volt az együttes hivatalos szólógitárosa. Jabs kreativitása, virtuozitása és lelkesedése nagymértékben hozzájárult a zenekar későbbi sikereihez és végleges stílusának kialakításához. Michael Schenker 1980-ban megalapította saját Michael Schenker Group nevű együttesét. A Lovedrive album turnéja Európában vette kezdetét, ahol az egyik németországi koncerten 55 000 fő előtt léphettek fel a Genesis előzenekaraként. A turné hamburgi állomásán jelen volt Peter Mensch és Cliff Burnstein (a későbbi Q-Prime menedzsment alapítói), akikkel szerződést kötöttek az együttes menedzselését illetően. Burnstein akkoriban a Mercury kiadónak dolgozott, Mensch pedig David Krebsnek, aki az Aerosmith, az AC/DC és Ted Nugent ügyeit is intézte. A két szakembernek köszönhetően első amerikai turnéjukon egyből arénákban léphettek fel. Első tengerentúli koncertjüket 1979-ben, a Clevelandben megrendezett World Series Of Rock fesztiválon adták 60 000 ember előtt, ahol olyan együttesek előtt léptek fel, mint a Thin Lizzy, az AC/DC, Ted Nugent és a főzenekarként fellépő Aerosmith. Ezt követően a Ted Nugent majd az AC/DC előzenekaraként indultak turnéra. Chicagóban nagyobb volt az érdeklődés irántuk, mint Ted Nugent iránt, ezért itt a Scorpions lépett fel főműsoridőben. Angliában főzenekarként léptek fel a readingi rockfesztiválon, majd a turné végén a patinás londoni Hammersmith Odeonban adtak koncertet.
Következő albumuk munkálatai 1979 decemberében kezdődtek, és 1980 februárjában be is fejeződtek. Az Animal Magnetism címet kapott album 1980. március 31-én jelent meg, és zeneileg az előző lemez irányvonalát folytatta. Az album megerősítette a zenekar státuszát (világszerte 4 millió darab kelt el belőle), bár kritikailag vegyes fogadtatásban részesült. Az Allmusic kiábrándítónak nevezte a Lovedrivehoz viszonyítva, és kiemelte, hogy nem ez a lemez az együttes „fénypontja”. A német Music Express és Metal Hammer magazinok viszont pozitív kritikákat közöltek az albumról. A lemezen olyan klasszikus dalok is szerepelnek, mint a The Zoo és a Make It Real. Az album borítóját sokan provokatívnak vélték, melyen egy Doberman Pinscherrel egyetemben térdel egy nő egy férfi előtt. A frontképet (csakúgy mint az elődjét) az a Hipgnosis tervezte, aki korábban már számos klasszikus albumborítót készített. Az Animal Magnetism turnéja 1980 márciusában indult Japánban, majd Franciaországban, Angliában, Skóciában, Kanadában és Svédországban adtak koncerteket. Az amerikai turnén a Judas Priest, a Def Leppard és Ted Nugent társaságában léptek fel. A turné során felléptek a Donningtonban megrendezett Monsters of Rock fesztiválon is, ahol a Rainbow volt a főzenekar.

### Blackout,Love at First Sting,Savage Amusement(1982–1989)
Nyolcadik nagylemezük munkálatai 1981-ben vette kezdetét a Dierks stúdióban. A felvételek alatt nagyrészt a folyamatos turnézásnak köszönhetően Klaus Meine hangszálai tönkrementek, így még az is kérdésessé vált, hogy egyáltalán maradhat-e az együttesben. Dieter Dierks producer javaslatára a Dokken énekesével, Don Dokkennel készítettek demófelvételeket. A műtétek és a kezelések révén Klaus Meine hangja rendbe jött, amely erőteljesebb lett mint valaha. Amíg Meine távol volt, olyan pletykák röppentek fel, hogy Don Dokken lett a zenekar új énekese. Meine gyógyulása után újraénekelt mindent, Dokken pedig több dal háttérvokáljában hallható. Az album 1982. március 29-én jelent meg Blackout címmel, és messze túlszárnyalva elődeit, máig a zenekar egyik legkelendőbb albumának számít. Világszerte 6 millió példányban kelt el, és az együttes az Egyesült Államokban is a hard rock sztárok közé emelkedett. A Billboard 200 listáján az album a 10. helyig jutott, és mára háromszoros platinalemez minősítést szerzett. A No One Like You című dal egy hétig vezette a Mainstream Rock Tracks listát, és az 1982-es év legtöbbet játszott dala volt az amerikai rádiókban. A számhoz elkészítették első videóklipjüket, amit egy Alcatraz-szigeten fekvő börtönben forgattak. E szám mellett a címadó Blackout és a Dynamite lett a legnagyobb sláger. Az album kiváló kritikákban részesült, sok rajongó szerint az együttes az egyik legjobb lemezét készítette el. Az Allmusic négy és fél pontot adott rá, ezenkívül a zenekar legjobb munkájának nevezte. A lemezt az Egyesült Államokban az év legjobb hard rock albumának választották.
Az album megjelenése után amerikai turnéra indultak a Rainbow előzenekaraként, majd önálló turnéra indultak, ahol az Iron Maiden heavy metal együttes volt a nyitózenekaruk. A körút folyamán 150 koncertet adtak világszerte, összesen több mint 1 millió ember előtt. 1983. május 29-én a San Bernadinóban megrendezett U. S. Fesztivál második napján közel félmillió ember előtt léptek fel, olyan zenekarokkal egyetemben, mint a Mötley Crüe, Ozzy Osbourne, a Judas Priest, a Quiet Riot és a Van Halen. A mérföldkőnek tekinthető koncertet élőben sugározta az MTV. 1983 decemberében a németországi (Dortmund) Westfalenhalléban megrendezett rockfesztiválon léptek fel, többek között a Def Leppard, Ozzy Osbourne, a Krokus, az Iron Maiden és a Judas Priest társaságában.

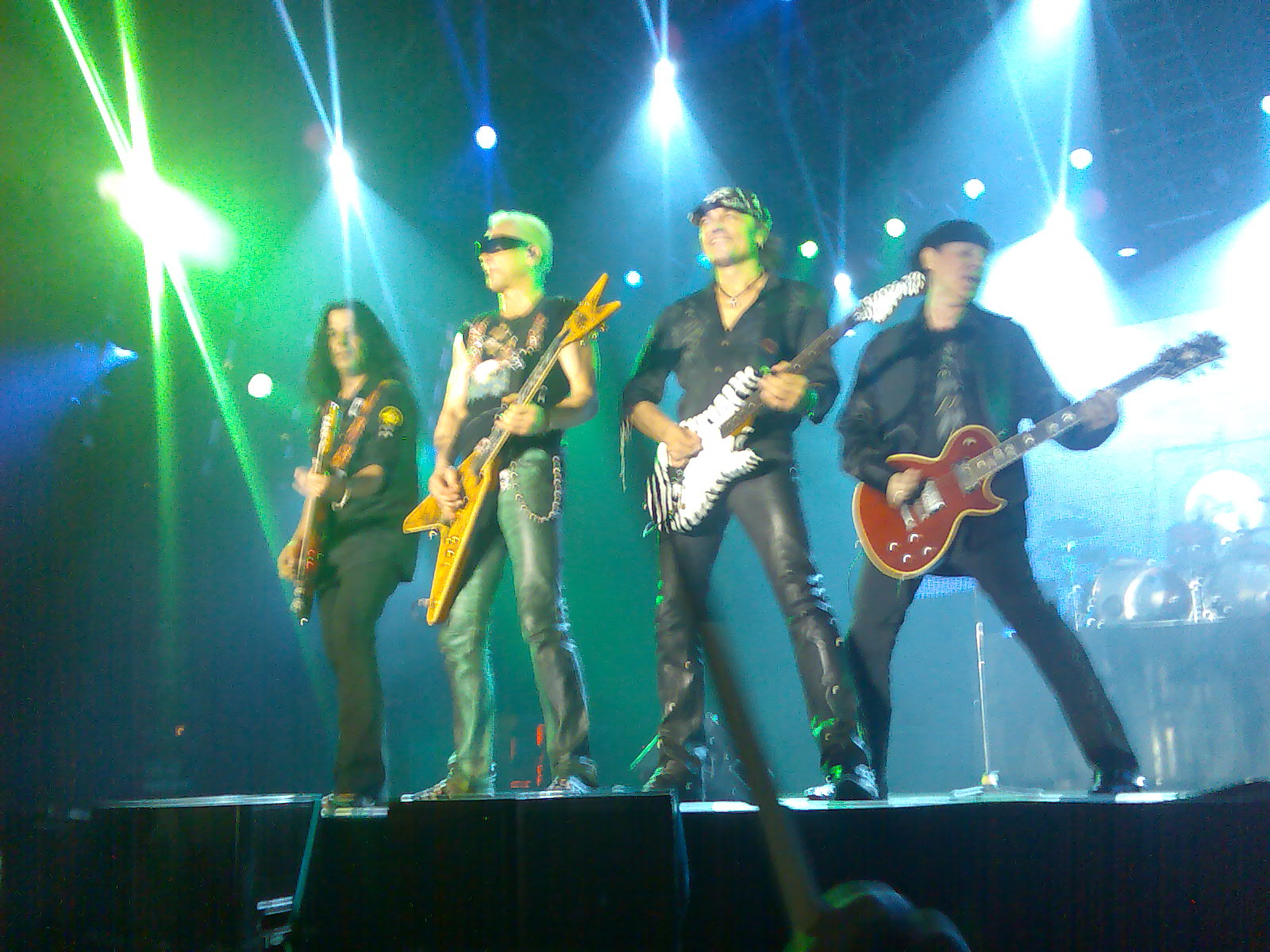
Scorpions koncert

1983 és 1984 folyamán a német Dierks stúdióban kezdődtek meg a következő album felvételei, amely végül 1984. március 27-én jelent meg, Love at First Sting címmel. A lemez a Billboard 200 listáján a 6. helyre került, és megszilárdította az együttes szupersztár pozícióját: már az előrendelések alapján 600 000 darabot adtak el belőle. A megjelenést követő hat hónap után dupla platina minősítést szerzett az USA-ban. Az album a Scorpions egyik legsikeresebb kiadványa lett, mára az Egyesült Államokban közel 6, míg világszerte 10 millió példányban kelt el. A lemez sikerét nagyban befolyásolták az olyan kislemezen kiadott slágerek, mint a Rock You Like a Hurricane, a Still Loving You, vagy a Big City Nights. A Still Loving You csak Franciaországban 1 milliónál több példányban kelt el, de Rudolf Schenker Rock your life című könyve 2 milliónál is több eladott darabot említ. A Rolling Stone magazin a „heavy metal legújabb hőseinek” nevezte az együttest, míg az MTV a „rock nagykövetének” nevezte a zenekart. A Love at First Sting album a rajongók és a magazinok részéről egyaránt kedvező kritikákban részesült, az Allmusic is négy és fél pontot adott rá. Az album borítóját Helmut Newton német fotóművész készítette, melyet egyes üzletek túl provokatívnak minősítettek, ezért nem voltak hajlandóak árulni. 1984-ben megjelent egy The Best of Scorpions Vol. 2 című válogatásalbum. A Love at First Sting amerikai turnéján a Bon Jovi és a Def Leppard volt az együttes előzenekara. Még ebben az évben első és máig egyetlen német rockegyüttesként három egymást követő este 60 000 ember előtt léptek fel a zsúfolásig megtelt Madison Square Gardenben, New Yorkban. Az 1984-es évben több mint 80 koncertet adtak, aminek keretében kétszer is felléptek az La Forumban (Los Angeles), majd háromszor a Chicagóban lévő Rosemont Horizonban (ma Allstate Arena). Japánban hat koncertet adtak a Whitesnake, a Michael Schenker Group és a Bon Jovi társaságában, többek között a Seibu Stadionban is. Az ezt követő európai turnén szintén sikereket könyvelhetett el az együttes. A Palais Omnisports de Paris-Bercyben (Párizs) 17 000, míg a német Olympiahalle Münchenben 15 500 ember előtt léptek fel. Több európai fellépésen is Joan Jett lépett fel a Scorpions előtt. A Love at First Sting turnéján összességében több mint 2 220 000 ember előtt lépett fel a zenekar.
1985-ben felléptek az első alkalommal megrendezett Rock in Rio elnevezésű fesztiválon, amelyen több mint 470 000 néző látta őket. A rendezvényen többek között olyan előadokkal léptek fel, mint a Whitesnake, Ozzy Osbourne, Iron Maiden, AC/DC, vagy a Queen. Még szintén 1985-ben felléptek az angol Knebworth fesztiválon is, ahol több mint 80 000 ember előtt adtak koncertet. Itt az UFO, Meat Loaf és a Mountain is fellépett a főzenekarként koncertező Deep Purple mellett. 1985-ös turnéjuk alkalmával számtalan koncertet adtak Japánban, így Tokióban összesen 100 000, míg Oszakában 60 000 néző előtt léptek fel. Az Amerikai Egyesült Államokban a Victory, Yngwie Malmsteen, a Metallica és a Ratt zenekarokkal adtak koncertet a 76 000 férőhelyes Cotton Bowl Stadionban. Más amerikai fellépéseken a Deep Purple, Ted Nugent és a Bon Jovi társaságában is felléptek. 1985. június 20-án megjelent az együttes klasszikus World Wide Live című koncertlemeze, amely minden idők harmadik legsikeresebb koncertalbumának számít. Az Egyesült Királyságban a 18., míg az USA-ban a 14. helyre került az albumlistán.
1986-ban Ozzy Osbourne zenekarával egyetemben főzenekarként léptek fel az első angol Monsters of Rock fesztiválon. A Monsters of Rock turné európai állomásain már nem játszott Osbourne, így a Scorpions egyedüli főattrakcióként lépett fel a budapesti MTK Stadionban, a nürnbergi Zeppelin Fieldben és a mannheimi Maimarktgeländében. Az 1986-os Monsters of Rock turné további résztvevői a Motörhead, a Warlock, a Bad News és a Def Leppard voltak. A Love at First Sting megjelenése utáni két évben az együttes Észak-, Közép- és Dél-Amerikától Európán át Malayziáig, Thaiföldig, a Fülöp-szigetekig és Japánig körbeturnézta a világot, melynek során több mint 200 koncertet adtak.

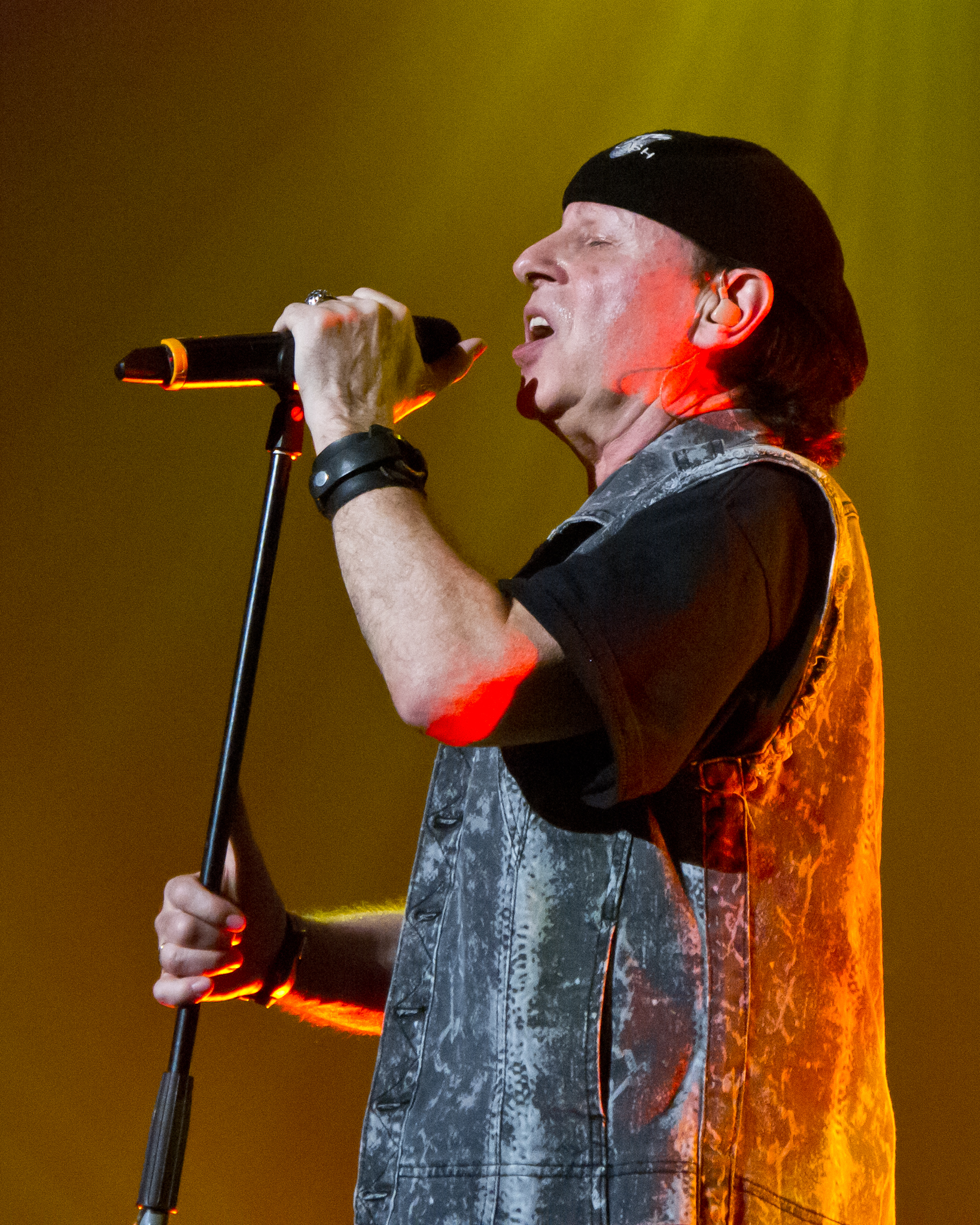
Klaus Meine, az együttes karakteres hangú énekese

1987 és 1988 folyamán elkészítették a következő albumukat, amely egyben az utolsó volt, amin Dieter Dierks volt a producer. Az album Savage Amusement címmel jelent meg 1988. április 16-án, és a Billboard 200 listáján az 5. helyen nyitott. Az album jól fogyott, de elődei sikerét nem tudta megismételni. A világszerte ötmillió példányban elkelt lemez helyenként egy csiszolt, Def Leppard hatású, poposabb megközelítést kapott, amit ezáltal a kritikusok és a rajongók vegyes megítélésben részesítettek. A brit Kerrang! magazin maximális pontot adott rá, míg az AllMusic hármat, egyes dalokat kiszámíthatónak nevezett, és olyan előadok stílusához hasonlította, mint a Van Halen, a Def Leppard, Sting, a REO Speedwagon, vagy a Dokken. Az albumról a Rhythm of Love című dal jelent meg kislemezen. A lemez megjelenése után világ körüli turnéra indultak, melynek során több mint 150 koncertet adtak Európában, Észak-Amerikában és Japánban. A körút során a Uriah Heep után (akik 1987 decemberében léptek fel először) második nyugati hard-rock együttesként felléptek a Szovjetunióban. Tíz koncertet adtak Leningrádban, ahol egy orosz együttes,a Gorkij park is fel lépett velük. 1988. május 27. és július 30. között Észak-Amerikában koncerteztek, ahol a Monsters of Rock Tour 1988 keretében 50–90 000 férőhelyes stadionokban léphettek fel. A körút főzenekara a Van Halen volt, de a koncerteken a Dokken, a Metallica és a Kingdom Come is fellépett. (A Kingdom Come-ban ekkortájt az a James Kottak dobolt, aki később tagja lett a Scorpionsnak.) 1989 februárjában az európai turné részeként a brit Hammersmith Odeonban és a dortmundi Westfalenhalléban is felléptek. Ez utóbbin 23 500 néző előtt léptek fel, míg a Frankfurtban lévő Festhalléban a mai napig a leglátogatottabb koncertet adták 22 500 néző részvételével. Egy évvel a szovjet koncertek után felléptek a Moscow Music Peace Festival 1989 elnevezésű fesztiválon, amelyen olyan előadók és zenekarok álltak még a színpadon, mint Ozzy Osbourne, a Mötley Crüe, a Bon Jovi, Ozzy Osbourne, a Cinderella és a Skid Row. A rendezvényen 260 000 ember látta az együttes előadását. A fellépés sikerének köszönhetően erős rajongói bázist alakítottak ki az országban, s ennek révén a későbbiekben is rendszeresen felléptek Oroszországban. 1989-ben megjelent egy balladagyűjtemény, a Best of Rockers 'n' Ballads.

### Crazy World,Face the Heat,Pure Instinct(1990–1998)

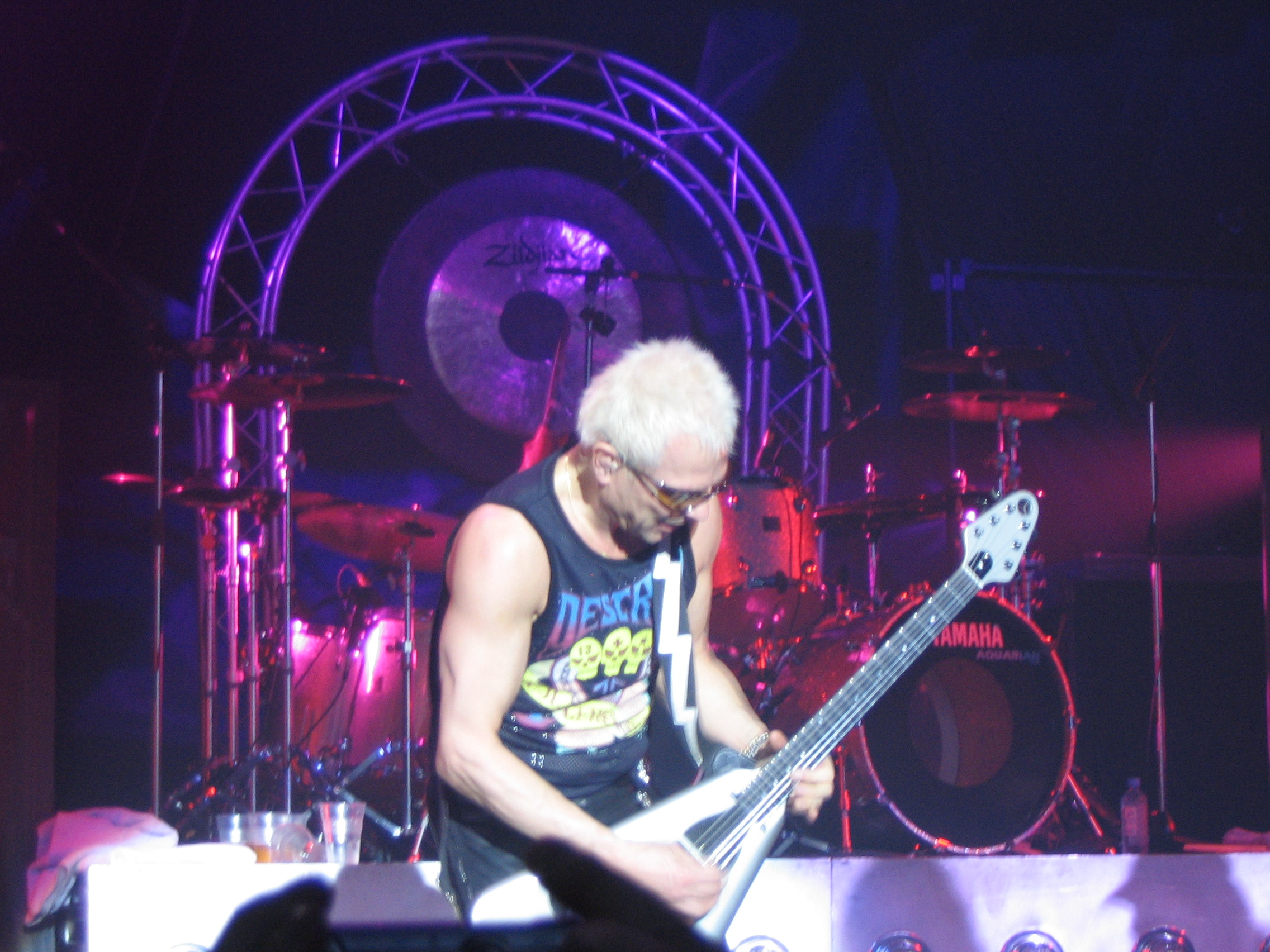
Rudolf Schenker, az együttes egyik gitárosa, egy élő fellépés alkalmával

A berlini fal 1989-es lebontása után, 1990. július 21-én gigantikus jótékonysági koncertre került sor Berlinben, mellyel Németország újraegyesülését ünnepelték.
A fesztivál kitalálója és fő attrakciója Roger Waters volt, aki rengeteg szupersztár, köztük a Scorpions, Bryan Adams, Cyndi Lauper, Ute Lemper és Sinéad O’Connor szereplésével adta elő a legendás The Wall albumot. A koncerten százezrek vettek részt, míg a tévében milliók kísérték figyelemmel az eseményeket. Egyes szakértők szerint az előadás az addigi legnagyobb rockkoncert volt. 1990. november 6-án megjelent következő, Crazy World című albumuk, melynek a producere az a Keith Olsen volt, aki korábban a Fleetwood Mac, a Whitesnake és Ozzy Osbourne albumain is dolgozott. Első alkalomként – Jim Vallance személyében – egy külsős dalszerző is besegített az együttesnek a dalok megírásában. A lemez csak a 21. helyre került a Billboard 200 listáján, Németországban viszont az első helyen nyitott és hét hétig vezette az albumlistát, ezenkívül 14 országban vezette a slágerlistákat. A lemez az együttes legsikeresebb albuma lett, Németországban hamar dupla platina lett, az Egyesült Államokban 1995-ben lett háromszoros platinalemez, míg világszerte több mint 16 millió példányban kelt el. Az album sikerét a Send Me an Angel és főleg a Wind of Change című dalok alapozták meg, melyeket kislemezen is kiadtak, valamint videóklipet is forgattak hozzájuk. A Wind of Change dalt Meine az akkor lezajló társadalmi-politikai változások, a hidegháború, a Szovjetunióban adott koncertek és a berlini fal leomlásának a hatására írta. A szerzemény az együttes legismertebb slágere lett, amely több mint 6 millió példányban kelt el világszerte, ezáltal az egyik legkelendőbb kislemeznek bizonyul. A Wind of Change a Billboard Hot 100 listáján a 4. helyre került, ezen kívül több országban is az első helyig jutott. A dalt később orosz és spanyol nyelven is rögzítették. A Crazy World album a túlpolírozott, populárisabb elődjénél egy keményebb, helyenként metalos hangzású anyag lett, mely kiváló kritikákban részesült. Az Allmusic négy és fél pontot adott rá, és az együttes legjobb '90-es évekbeli albumának minősítette.
1990 és 1991 folyamán vette kezdetét a Crazy World Turné, amelynek során közel 150 koncertet adtak, ebből 92-t Észak-Amerikában. Az európai turnén a Winger volt az előzenekar, míg a Los Angeles-i La Forumban adott két koncerten a Motörhead lépett fel a zenekar előtt. Egyes európai fellépéseken a Trixxter és a Mr. Big is fellépett a Scorpions előtt. Németországban 15 koncertet adtak, melynek berlini állomása 1991-ben VHS videókazettán is megjelent Crazy World Tour Live címmel. A turné az 1990–91-es év egyik legsikeresebb és leghosszabb körútja volt, aminek a sikerét sokan a Rolling Stones 1989-es nagyszabású Steel Wheels turnéjához hasonlították. 1991-ben Mihail Gorbacsov – első zenekarként – meghívta a Scorpionst a Kremlbe – néhány nappal a Szovjetunió összeomlása előtt. 
1992-ben egy Still Loving You című válogatásalbum került a boltok polcaira, melyre az együttes kilenc legsikeresebb remixelt balladája mellett egy koncertfelvétel is felkerült, amit még Leningrádban (ma Szentpétervár) rögzítettek. 1992 májusában Francis Buchholz basszusgitáros kilépett a zenekarból, így felbomlott az együttes 1978 óta tartó, klasszikusnak nevezett felállása.
Az együttes új basszusgitárosa Ralph Rieckermann lett, akivel 1993. szeptember 21-én adták ki 12. albumukat, Face the Heat címmel. A lemezt a PolyGram adta ki, a producer pedig – a zenekar mellett – Bruce Fairbairn volt. Az albumra a saját stílusjegyeik megtartása mellett minden korábbinál nehezebben emészthető, súlyosabb és gitárközpontúbb dalok kerültek fel. Az anyag megítélése vegyes volt, kereskedelmileg pedig csak mérsékelt sikert aratott. A Billboard 200 listáján a 24. helyre került, Németországban pedig a 4. lett. Mára 4 millió darab kelt el belőle világszerte. A gyengébb lemezeladás nagyrészt a grunge térhódításának tudható be, miáltal a Scorpionsszal egyetemben más, dallamos rockegyüttesek nagy része is elkerülte a média figyelmét. Az új albumot bemutató amerikai turnén csak gyakran léptek fel telt ház előtt, így a korábbi 10–20 000 férőhelyes arénákkal szemben egyre inkább kisebb sportcsarnokokban léptek fel. A Face the Heat turnéja körülbelül egy évig tartott, és olyan országokat is érintett, mint Mexikó, Argentína, Brazília, Chile és Venezuela. Németországban 11 koncertet adtak, összesen 100 000 ember előtt.
1994-ben Priscilla Presley és Lisa Marie meghívta a zenekart egy Elvis Presley előtt tisztelgő emlékkoncertre. Az előadásra a Tennessee állambeli Memphisben került sor. 1994. szeptember 3-án Klaus Meine és Rudolf Schenker vendégként nagy sikerrel szerepelt az Omega örök emlékű „esős” koncertjén, a Népstadionban. Az élményt nagyban növelte a Kóbor Jánossal közösen, magyarul énekelt Fekete pillangó előadása. Az Omega és a Scorpions baráti viszonya az 1970-es évek elejéig nyúlik vissza, amikor az Omega nyugat-európai turnéján a Scorpions volt az előzenekar. 1995-ben, a Ruanda megsegítésére rendezett koncerten előadták White Dove című számukat, az Omega Gyöngyhajú lány dalának angol nyelvű átiratát. Még ez év áprilisában megjelent egy Live Bites című koncertlemez, melyre 1988 és 1994 közötti felvételek kerültek fel. Az album kiadását követően, 1996-ban Herman Rarebell dobos kilépett, mivel lemezkiadót alapított, de távozása mellett szólt a folyamatos turnézás miatti fáradtsága és az, hogy nézeteltérései voltak a zenekar tagjaival a készülő album (Pure Instinct) felvételét és zenei irányvonalát illetően. Helyére Curt Cress került, aki korábban a Saga és a BAP együttesekkel is dolgozott.

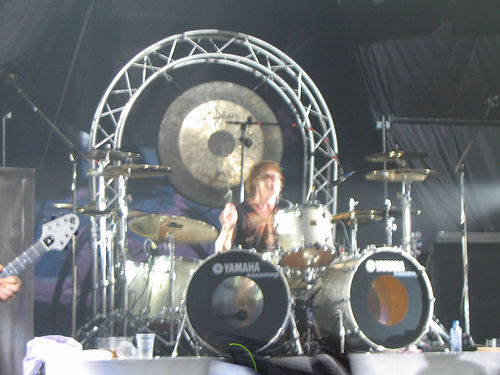
James Kottak, 1996 óta az együttes dobosa

A zenekar új nagylemeze 1996. május 21-én látott napvilágot Pure Instinct címmel, az East West Records kiadásában. Az album az elődjével ellentétben alig tartalmaz kemény hard rock dalokat, ezek helyett a balladaszerű dalok kerültek túlsúlyba. Az album megint megosztotta a kritikusokat, az Allmusic csak két pontot adott rá, viszont kiemelte, hogy az együttes legjobb dalai közül ezen az anyagon is szerepel néhány. A lemez nem aratott kiugró sikert, a Billboard 200 listáján is mindössze a 99. helyre került. A kislemezen kiadott You and I és a Wild Child szintén csak mérsékelt sikereket aratott. Németországban a 8. helyre került az albumlistán és közel fél évig szerepelt is rajta, mára pedig összesen 4 millió példányban kelt el. A Pure Instinct album turnéján – a zenekar új menedzsere, Stewart Young ajánlására – már a kaliforniai James Kottak lett az együttes új dobosa. Kottak korábban a Kingdom Come, a Montrose és a Warrant soraiban is megfordult, és 2016-ig volt az együttes dobosa . A turné során nemcsak Európában és Amerikában (itt többször is Alice Cooperrel) léptek fel, hanem olyan szokatlanabb helyeken is, mint Malajzia, Thaiföld, a Fülöp-szigetek, vagy az Északi-tenger mellett fekvő Bremerhaven. Ezután első nemzetközi rockegyüttesként felléptek Libanon fővárosában, Bejrútban is. Az 1996–97-es turné európai koncertjein olyan zenekarok nyitottak a Scorpions előtt, mint a Leningrad Cowboys, az Apocalyptica és a Gotthard. Dél-Amerikában fesztiválokon léptek fel olyan előadókkal, mint Bruce Dickinson vagy a Jason Bonham Band, Németországban pedig a Rock Giants rendezvényen is felléptek Meat Loaf társaságában. 1997. július 15-én a Mercury egy duplalemezes válogatást adott ki Deadly Sting: The Mercury Years címmel, melyet 1998-ban a Big City Nights válogatás követett, a Rebound kiadásában.

### Eye II Eye,Unbreakable(1999–2006)
Az együttes 1999. március 9-én jelentkezett újra stúdióalbummal, amely az Eye II Eye címet kapta, a producere pedig Peter Wolf volt. Az anyag eltávolodást jelentett az együttes korábbi stílusától, a modern és elektronikus hangzás miatt egyaránt kritikusan fogadta a sajtó és a közönség. Az elektronikus dobok, a techno és pop stílusok markáns jelenléte sokak fanyalgását váltotta ki. A Du bist so schmutzig című számmal első alkalommal szerepelt német nyelvű szám egy Scorpions-albumon. Az Allmusic megjegyezte, hogy az album a divatos mainstream irányzatok mellett a Chumbawamba, a '90-es évek eleji U2 és a '90-es évek végi Def Leppard hatását is magán viseli. Az album kereskedelmi téren is bukásnak minősült, összesen csak 1 millió darab kelt el belőle. Az első európai kislemez dalhoz, a To Be No. 1-hoz videóklipet is forgattak, amelyben szerepelt egy Monica Lewinsky hasonmás, ami miatt szintén negatív kritikák sújtották a zenekart. A világkörüli turné részeként mintegy 50 koncertet adtak Észak-Amerikában (Maximum Rock Tour), a Mötley Crüe társaságában. Münchenben felléptek a Michael Jackson által megrendezésre kerülő Michael Jackson és barátai rendezvényen. Az európai koncerteken Ray Wilson (ex-Stiltskin és Genesis) és a The Cut nyitott a Scorpions előtt.

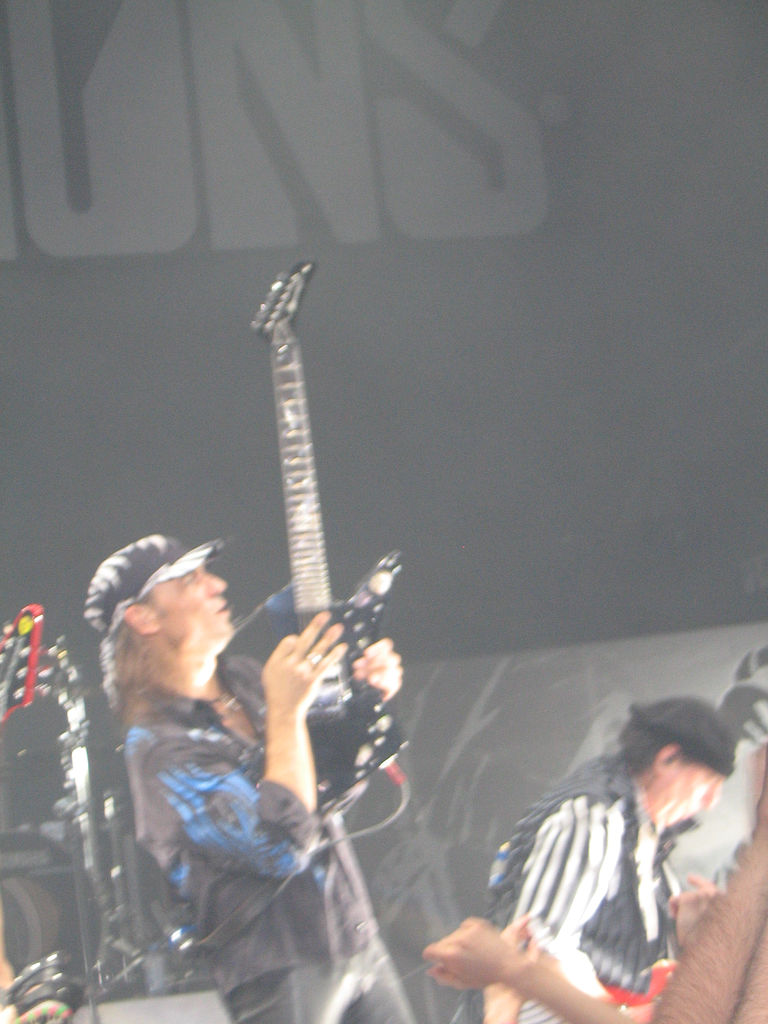
Matthias Jabs, az együttes szólógitárosa

1999. november 19-én a Berlini Filharmonikusokkal közösen adtak koncertet a Berlinben lévő Brandenburgi kapunál. A Berlini Filharmonikus Zenekar már 1995-ben tervbe vette, hogy egy megfelelő zenekarral adjon elő közös produkciót. Ezt követően a Hannoverben lévő Expo 2000 világkiállításon is adtak egy közös koncertet, melyet a ZDF világszerte sugárzott, és album is született belőle. A kiadvány Moment of Glory címmel jelent meg 2000. augusztus 29-én, az EMI gondozásában. Az albumra – három új dal mellett – korábbi dalaik nagyzenekarral előadott verziói kerültek fel, és videókazettán, illetve DVD-n is napvilágot látott. Az albumverzióban több énekes is csatlakozott egyes dalokhoz, így a Send Me an Angelben az olasz Zucchero, a Here in My Heartban az amerikai Lyn Liechty, a Big City Nightsban pedig Ray Wilson hangja is hallható. Az album aranylemez lett Németországban, összesen pedig kétmillió példányban kelt el. A Moment of Glory előrelépés volt az előző album negatív kritikája és sikertelensége után, bár egyes kritikusok azzal vádolták őket, hogy a Metallica S&M című, szintén szimfonikus albuma révén fogtak ők is hasonló projektbe. Bár az S&M valóban előbb jelent meg, a Scorpions már 1995-ben felvetette egy nagyzenekari együttműködés ötletét. 2000-ben fellépek a lengyelországi Krakkóban is, ahol a Kraków-Pobiednik repülőtéren léptek fel 800 000 ember előtt. Ugyanebben az évben megjelent egy Scorpions-feldolgozásokat tartalmazó tribute album, melyen többek között a Helloween, a Stratovarius, a Therion, a Six Feet Under, a Metalium és a Rough Silk is előad egy-egy dalt. 2000-ben egyes koncerteken Ken Taylor basszusgitározott az együttesben.
2001 februárjában három unplugged koncertet adtak egy portugál kolostorban. Az előadásokról koncertlemez és DVD felvétel is készült, amelyek Acoustica címmel jelentek meg 2001. május 14-én. Az albumra négy új dal mellett egy Queen-, egy The Cars- és egy Kansas-feldolgozás is felkerült. Annak ellenére, hogy nem egy új stúdióalbum született, az Acoustica sokat segített abban, hogy a zenekar újból a reflektorfénybe kerüljön. Az Acoustica unplugged turnéján olyan városokban is felléptek, mint Moszkva, Szöul és – pályafutásuk során először – az indiai Bengaluruban. Ebben az időben Madrid egyik külvárosában, Leganesben egy utcát neveztek el a zenekarról. Az Acoustica DVD Brazíliában 100 000 feletti példányban kelt el, így gyémántlemez minősítést kapott, az album pedig kétmillió példányban kelt el világszerte.
2002. március 7-én kezdetét vette a Scorpions Tour 2002, melynek során 41 koncertet adtak Észak-Amerikában és Európában. A nagy sikerű turnén a Deep Purple társaságában léptek fel váltott főzenekarként, a két együttes nyitózenekara pedig a Dio volt. Németországban szimfonikus zenekar kíséretében adtak koncertet, de felléptek a jamaicai Montego Bayben is. Októberben és novemberben több mint 20 koncertet adtak Oroszország területén. 2002-ben összesen 70 koncertet adott az együttes. 2002-ben a Hip-O Records kiadott egy Bad for Good: The Very Best of Scorpions című válogatásalbumot. 2003 januárjában egy újabb Scorpions Tour 2003 elnevezésű turné vette kezdetét nyolc európai és 38 észak-amerikai előadással. A sikeres arénakoncerteken rajtuk kívül a Whitesnake volt a főzenekar, a nyitózenekar szerepét pedig a Dokken töltötte be. A február 2-án Tampában adott koncerten a Rock You Like a Hurricane dal előadásánál az AC/DC énekese, Brian Johnson is csatlakozott az együtteshez. Augusztus 3-án felléptek a Helsinkiben megrendezett Ankkarock fesztiválon. 2003. szeptember 6-án az Orosz Elnöki Zenekar társaságában koncerteztek a moszkvai Vörös téren. Az előadást körülbelül 500 000 ember nézte, az együttes előtt pedig az egykori Modern Talking énekese, Thomas Anders lépett fel. A koncertet a német 3sat csatorna is sugározta.

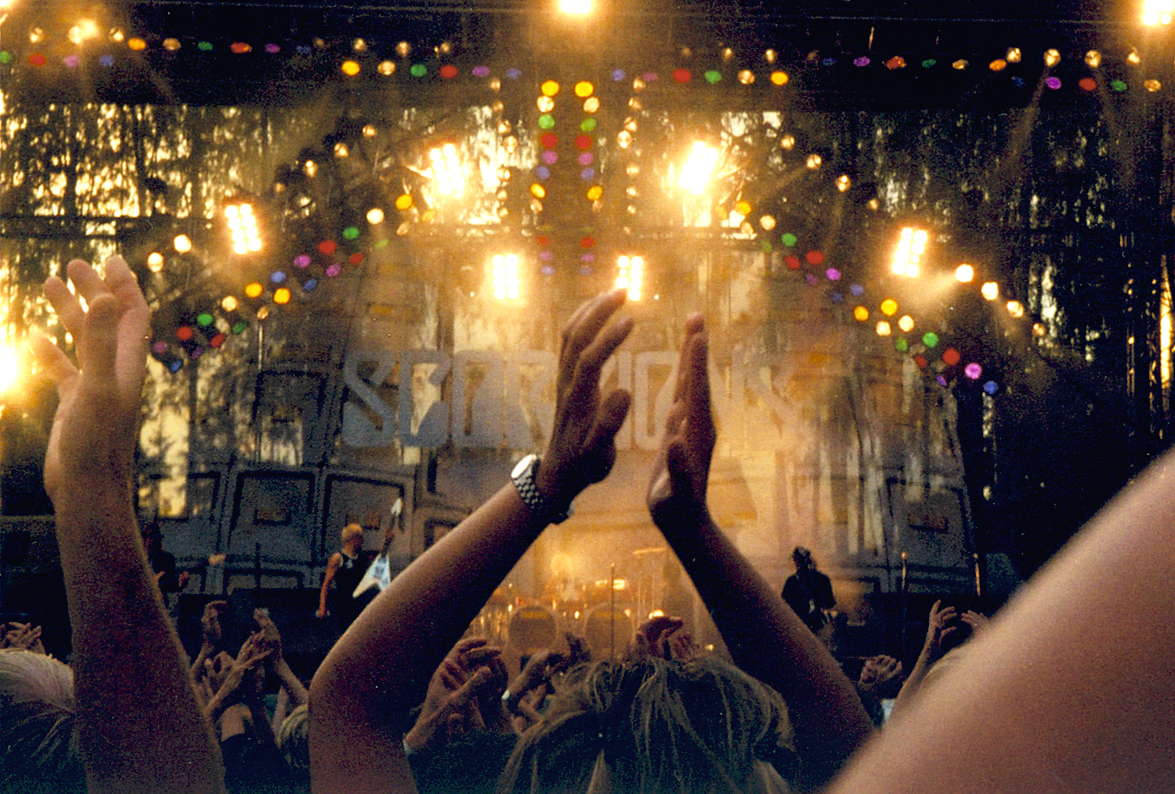
Scorpions koncert a 2003-as finn Ankkarock fesztiválon

2004 januárjában Ralf Rieckermann basszusgitáros kilépett az együttesből. Helyére a lengyel származású Pawel Maciwoda került. Már vele kezdtek el dolgozni a következő albumon a német Peppermint Park és a Scorpio sound stúdiókban. Az album producere az együttes mellett Erwin Musper volt, aki korábban a Bon Jovi, a Van Halen és a Def Leppard együttesekkel is dolgozott. Az album 2004. június 22-én jelent meg Unbreakable címmel a BMG International kiadásában. A lemezen nagyrészt visszatértek hard rock gyökereikhez, így a fogadtatása is egészen kedvező volt. Rudolf Schenker szerint egy olyan albumot készítettek, amely képes egyesíteni a régi és az új generációs Scorpions rajongókat.

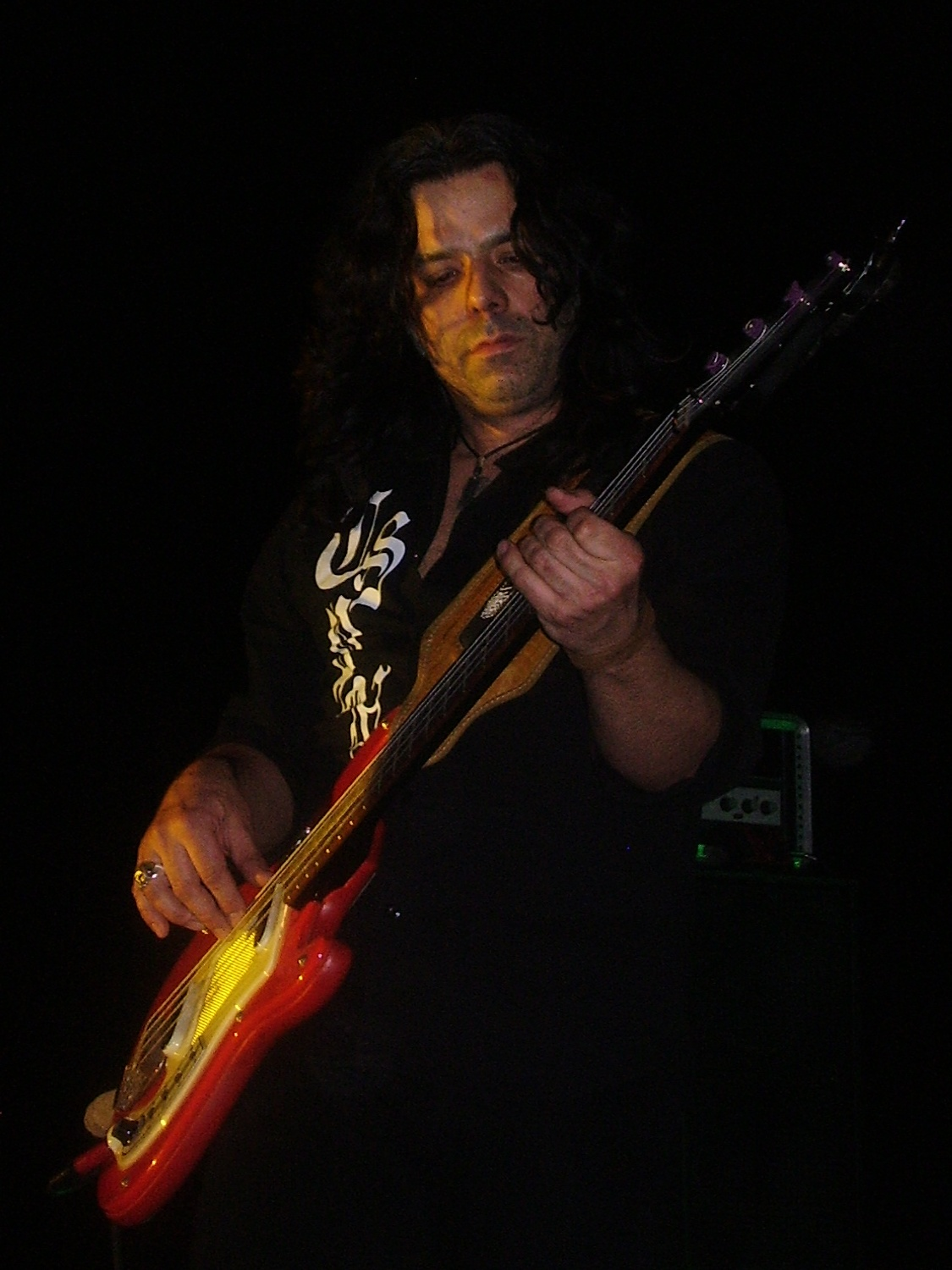
Pawel Maciwoda 2004 óta az együttes basszusgitárosa. A felvétel egy 2010-es koncerten készült.

A Face the Heat óta a legkeményebb lemezüket készítették el, és az olyan dalok, mint a New Generation, a Deep And Dark és a Love 'em Or Leave 'em a régebbi rajongókat is megnyerték. Az album nagyrészt a rossz promóciós munkák miatt nem aratott nagy sikert. Németországban az albumlista 4. helyére került, összességében pedig 1 millió példányban kelt el. Még a lemez megjelenése előtt az ukrajnai Odesszában és Kijevben adtak koncerteket, majd a lemezbemutatót a müncheni Circus Kronéban tartották. 2004-ben megjelent egy újabb válogatáslemez Box of Scorpions címmel. Az Unbreakable World Tour elnevezésű turné 2004. április 17-én startolt Európában, majd 30 előadással folytatódott az Egyesült Államokban és Kanadában. A két Los Angeles-i koncerten a Tesla és Keith Emerson nyitott a zenekarnak. A brit turnén különleges vendégként léptek fel a Judas Priest előtt. Az együttes 1999-ben koncertezett utoljára a szigetországban. 2004. június 25-én Bécsben egy dunai szigeten léptek fel, a koncert anyaga DVD-n is megjelent Unbreakable World Tour 2004 címmel. A turné Ázsiát is érintette, ahol Dubajban (Egyesült Arab Emírségek) és Dohában (Katar) léptek fel. A 2005 szeptemberében, a franciaországi Colmarban adott koncerten – 1978 óta először – Uli Jon Roth is fellépett az együttessel. 2005. július 18-án telt házas koncertet adtak az athéni Karaiszkaki Stadionban, melyet Görögországban élőben közvetítettek. A Tel-Avivban (Izrael), 30 000 ember előtt megrendezett Bloomfield Stadionbeli koncerten egy izraeli énekes, Liel Kolet együtt énekelte a Send Me an Angelt Klaus Meinéval. 2005 novemberében a kairói Gízai piramisoknál léptek fel 19 000 rajongó előtt. 2006. június 7-én, a 2006-os labdarúgó-világbajnokságon, Hannoverben lépett fel az együttes 35 000 néző előtt. 2006 augusztusában a német Wacken Open Air fesztivál első napján léptek fel főzenekarként, több mint 60 000 ember előtt. Az előadáson olyan korábbi Scorpions-zenészek is felléptek, mint Uli Jon Roth, Michael Schenker, Herman Rarebell és Michael Schenker fia, a szintén gitáros Tyson. A koncert felvétele két évvel később, 2008-ban DVD-n is megjelent Live at Wacken Open Air 2006 címmel. Mongólia fővárosában, Ulánbátorban 90 000 nézőt vonzottak, a kanadai Québecben pedig 100 000 ember előtt léptek fel egy fesztiválon. Az Unbreakable World Tour 2004 áprilisától 2006 szeptemberéig tartott, és összesen 140 fellépést foglalt magában. 2006. április 25-én megjelent egy Gold című válogatáslemezük.

### Humanity: Hour I,Sting in the Tail,Return to Forever, Rock Believer (2007-től napjainkig)
Tizenhatodik albumuk stúdiómunkálatait több amerikai stúdióban kezdték meg (Record Plant, Little Big Guy, The Nook), a producer pedig James Michael és Desmond Child volt. Michael korábban a Mötley Crüevel és Meat Loafal is dolgozott, míg Child Alice Coopertől kezdve az Aerosmithen és Bon Jovin át a KISS-ig és Shakiráig számtalan szupersztárral dolgozott együtt (dalszerzőként is). A két producer a dalok megírásába is besegített, olyan további szerzők mellett, mint John Lowery, Marti Frederiksen, Russ Irwin, Andreas Carlsson, Eric Bazilian és Martin Hansen. Az album 2007. május 27-én jelent meg Humanity: Hour I címmel (Amerikában csak augusztus végén), a BMG és az Universal kiadásában. Az albumon folytatták az Unbreakable irányvonalát annyi különbséggel, hogy régebbi hard rock stílusuk mellett modernebb, komorabb elemek is felbukkantak a dalokban. A lemez az együttes történetében először egy koncepcióalbum volt, melynek központi témája az emberiséggel és a gépekkel foglalkozik, és egy sötét, negatív hangvételű jövőképet vetít a hallgató elé. Az együttes elmondása szerint azonban az album hangvételében a pozitív hangulat is nagy szerepet játszik, amellyel egyfajta reményt kívánnak nyújtani az embereknek. Az albumon több vendégzenész is közreműködött: a The Cross című számban a Smashing Pumpkins énekese, Billy Corgan énekel, a Love Will Keep Us Aliveban Eric Bazilian, a The Hooters alapítója gitározik, míg a Hour I című számban John 5 gitározik, aki Marilyn Manson és Rob Zombie mellett vált ismertté. A lemezt nagyrészt pozitívan fogadták a kritikusok és a rajongók is, kereskedelmileg viszont nem aratott kiugró eladásokat, bár a 2004-es elődjénél sikeresebb lett. A Billboard 200 listáján a 63. helyezett lett és több országban is arany, illetve platinalemez minősítést szerzett.
2007-ben a No One Like You dalukkal szerepeltek a népszerű videójáték-sorozat, a Guitar Hero Rocks the '80s verziójában, míg a Guitar Hero 3: Legends of Rock sorozatában a Rock You Like A Hurricane kapott helyet.

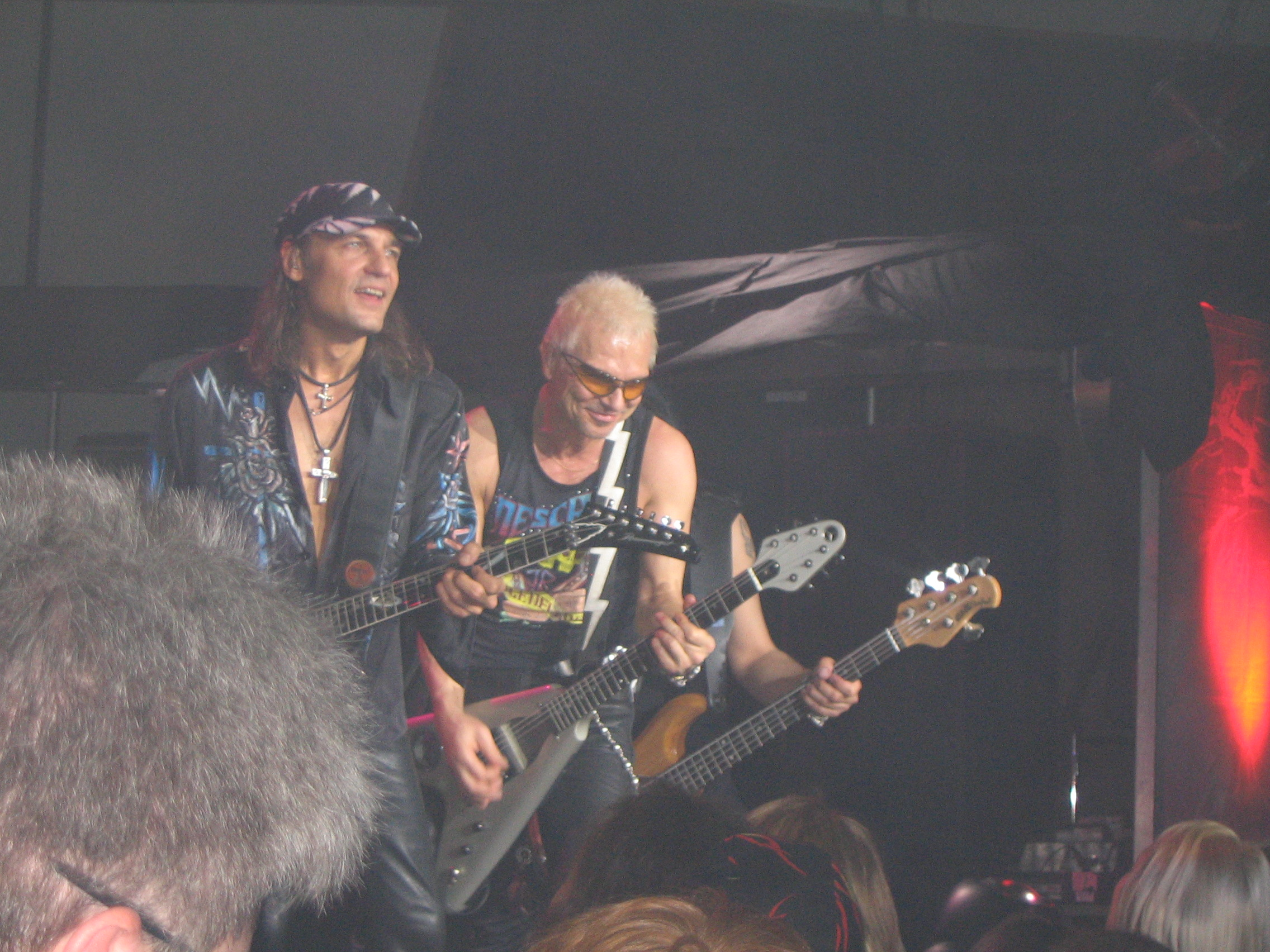
Matthias Jabs és Rudolf Schenker egy élő előadáson

Az album megjelenését követő Humanity World Tour 2007. március 2-án vette kezdetét a moszkvai Kreml Palotában. A körút Európában folytatódott, az athéni Karaiszkakisz Stadionban adott koncerten Uli Jon Roth, Joe Cocker és a Juliette and the Licks lépett fel a zenekar előtt. A turné során a brazíliai Manausban is felléptek (40 000 ember előtt), ahol a Greenpeace nonprofit szervezet javára adtak koncertet, melynek célja az esőerdők védelme volt. A fellépést a brazil televízió élőben közvetítette. Ezt követően három koncertet adtak a következő három indiai városban: Bengaluru, Shillong, Mumbai. A shillongi koncerten 45 000 ember előtt léptek fel. A franciaországi koncerteken Uli Roth több alkalommal is fellépett az együttessel. A Humanity World Tour során 12 állomásos turnét tettek Oroszországban, majd Mexikóban, Brazíliában és Trinidad és Tobagóban adtak koncerteket. Mexikóvárosban az 55 000 férőhelyes Foro Sol stadionban Andreas Kisser, a Sepultura gitárosa és további brazil zenészek is felbukkantak az együttes (főleg akusztikus) blokkja alatt. A Recifében és a 2007-es Manaus-Show-n adott koncertek anyagából jelent meg később az együttes Amazonia – Live in the Jungle című DVD-je, melynek bevételeit a Greenpeace javára ajánlotta fel a zenekar. Michael Schenker és Uli Jon Roth több alkalommal is fellépett a Scorpionsszal, többek között a megújult londoni Hammersmith Odeonban is. 2008 utolsó koncertjét november 19-én adták a portugáliai Estorilban, ahol egy teljesen akusztikus koncertet adtak. Koncertjeik alkalmával 2007-ben és 2008-ban is 1–1 millió ember nézte meg az együttes előadásait.
2009 októberében ECHO Honorary Award életműdíjat kaptak, melyet a berlini O2 Arénában vett át a zenekar.
2009 áprilisában tovább folytatódott a Humanity World Tour elnevezésű turné, elsőként a Franciaországban lévő Montbéliard-ban. Még ebben a hónapban Budapesten is fellépett az együttes, ahol Kóbor János és Klaus Meine duettben énekelte el a White Dove (Gyöngyhajú lány) című szerzeményt. Június 15. és 28. között Oroszországban adtak koncerteket a Monsters of Rock turnészlogen keretében, ahol a nyitóegyüttesek a The Rasmus, a Kingdom Come, és Alice Cooper voltak, a fellépéseket pedig főleg labdarúgó-stadionokban tartották meg. Görögországban négy koncertet adtak, ahol az athéni Scorpions fesztiválon 40 000 érdeklődőt vonzottak. Ezen a koncerten Michael Schenker, Herman Rarebell, Uli Jon Roth, Athena Kottak (a dobos James Kottak felesége) és egy görög zenész, Vaszilisz Papakonsztantinu is részt vett. Októberben felléptek svájci Avo Session Basel fesztiválon. A Humanity World Tour 2009. december 5-én és 6-án ért véget két zabrzei koncerttel. A több mint két évig tartó turné összesen 161 koncertet foglalt magában. 2010. január 24-én a zenekar a honlapján jelentette be, hogy a hamarosan elkészülő albumuk pályafutásuk utolsó lemeze lesz. A megjelent közlemény szerint az együttes a csúcson kívánja abbahagyni – saját elmondásuk szerint – egyik legjobb lemezével, és nem szeretne a színpadon megöregedni.
Az anyag felvételei a Scorpio Sound stúdióban, a stockholmi Garage és Atlantis stúdiókban, valamint a New Yorkban lévő Sterling Sound stúdióban zajlottak Mikael „Nord” Andersson és Martin Hansen producerek közreműködésével. Az együttes búcsúalbuma Sting in the Tail címmel jelent meg 2010. március 14-én, a Sony Music Entertainment és az Universal Music Enterprises kiadásában. Az album teljes mértékben az 1980-as évekbeli klasszikus Scorpions hangzást eleveníti fel, kísérletezések, modern elemek nélkül. Az anyag fogadtatása pozitív volt, az Allmusic négy ponttal jutalmazta, és kijelentette, hogy egy olyan retró hangvételű album született, amelyre büszke lehet az együttes. A Rock Hard magazin kritikája szerint a Sting in the Tail az együttes legjobb formáját mutatja, míg a Classicrockrevisited weboldal a 2010-es év legjobb albumának választotta. A Sting in the Tail a megjelenés hetében 18 500 példányban kelt el az Egyesült Államokban, és a Billboard 200 listáján a 23. helyre került. A német albumlistán a 2. helyen nyitott, és kétszeres platinalemez lett az országban. A The Good Die Young című dalban a Nightwish egykori énekesnője, Tarja Turunen is vendégszerepel, míg egyes dalok megírásában Eric Bazilian (Hooters) is részt vett.

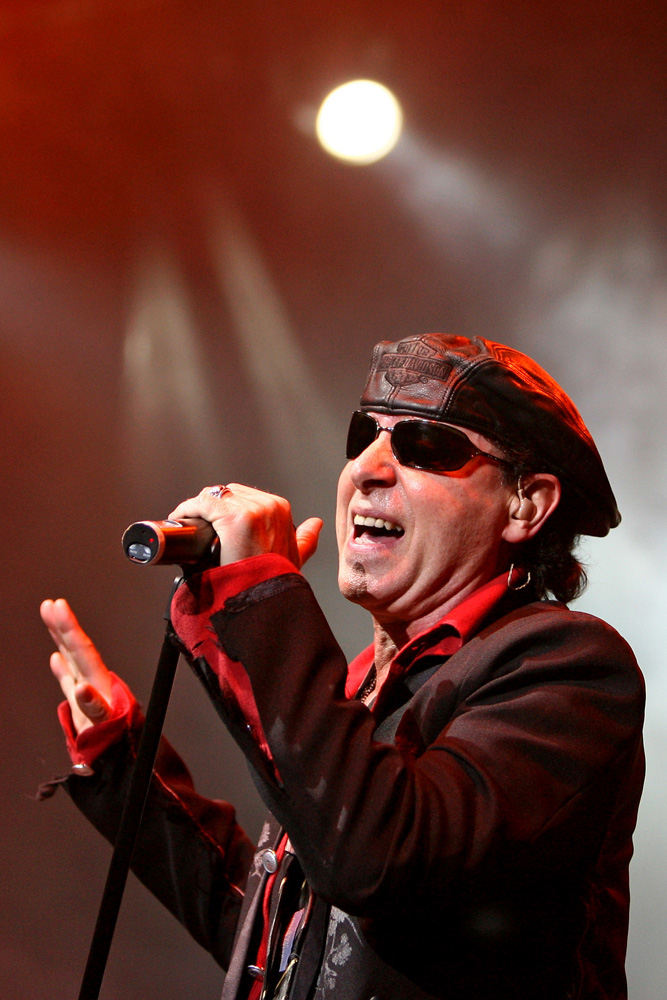
Klaus Meine

Az albumot népszerűsítő búcsúturné, a Get Your Sting and Blackout World Tour 2010. március 15-én vette kezdetét a prágai O2 Arénában. 2010-ben 13 koncertet adtak Németországban, melyeken többször az Edguy együttes volt a nyitózenekar. Ezeket a koncerteket összesen több mint 100 000-en látták. Észak-Amerikában 38 koncertet adtak az évben, többnyire telt házas szabadtéri arénákban. Ezeken a koncerteken a Ratt, a Dokken, a Cinderella és a Michael Schenker Group volt a Scorpions előzenekara. Néhány koncerten felbukkantak az olyan egykori tagok, mint Herman Rarebell és Michael Schenker, de egyes alkalmakkor Carmine Appice, Jeff Keith (Tesla), Vince Neil és egyes Ratt-zenészek is színpadra álltak az együttessel. 2010 szeptemberében Dél-Amerikában folytatódott a turné, majd októbertől újra európai országokban léptek fel. 2011. április 6-án a Hollywood Walk Rock rendezvényen az együttes tagjai – más híres művészekhez hasonlóan – nedves cementbe mártva örökítették meg tenyérlenyomatukat. 2011-ben továbbra is Európában koncerteztek, nyáron pedig németországi szabadtéri fesztiválokon léptek fel. A Get Your Sting and Blackout World Tour eddig több mint 130 koncertet foglalt magában, de várhatóan még 2012-ben és 2013-ban is folytatódni fog a körút, mivel a zenekar elmondása szerint mindenhova el akarnak jutni, ahol csak vannak Scorpions-rajongók.
Az együttes pályafutása során több mint 80 országban lépett fel, és több mint 5000 koncertet adott.
A 2011. június 26-án megrendezett Metal Meeting Graspop fesztiválon főzenekarként lépett fel az együttes. 
A basszusgitáros Paweł Mąciwoda egy lengyel tévécsatorna reggeli műsorában elárulta, hogy 2011 őszén stúdióba fognak vonulni, hogy legnagyobb sikerdalaikat új verzióban, újra felvegyék egy 2012-ben megjelenő lemezen. Az album 2012 helyett azonban 2011. november 4-én jelent meg, Comeblack néven. A hét újra felvett sláger mellett hat, a Scorpionst inspiráló együttes egy-egy dalának feldolgozása hallható a kiadványon (T. Rex, Rolling Stones, Beatles, Small Faces, The Kinks, Gloria Jones). Az album bónusztételei közt szerepel a Shapes of Things című Yarbirds-szerzemény, valamint a Still Loving You Klaus Meine és egy francia énekesnő, Amandine Bourgeois duettjében, illetve nyolcadik újravett slágerként a Big City Nights. A zenekar a magyar közönségtől is elbúcsúzott egy telt házas koncert keretében 2011. június 6-án a Papp László Budapest Sportarénában.
Klaus Meine egy 2011 júliusi interjúban elárulta, hogy várható egy 3D-s technológiával elkészített koncert-DVD megjelenése, továbbá a bucsúturnéról egy Big City Nights című dokumentumfilmet is bemutatnak.A 3D-s koncertflim Blu-ray lemezen,Get Your Sting and Blackout-Scorpions Live in 3D néven 2011. október 14-én jelent meg.A koncertanyag az együttes 2011-es saarbrückeni koncertjének kép és hanganyagát tartalmazza.A koncert hanganyaga hasonló címen dupla CD-s kiadásban is napvilágot látott,a DVD kiadás pedig 2012-ben érkezik.
El
A Scorpions a 2012-es Wacken Open Air fesztivál augusztus 4-i napján főzenekarként lép fel.
2014. június 16-án – a rendszerváltás 25. évfordulóján – a Szabadságkoncert elnevezésű rendezvényen az együttes koncertet adott Budapesten, a Hősök terén. A Wind of Change című számukat Kóbor Jánossal és Molnár Györggyel (Omega) együtt adták elő. 
2016 elejétől – 2014 után újra ,egy ideig úgy tűnt ideiglenesen,- James Kottak elhagyta a zenekart.Helyét -ideiglenesen,majd 2016 szeptemberétől véglegesen- az egykori Motörhead dobos, Mikkey Dee vette át.
2024. január 9-én elhunyt James Kottak, a zenekar korábbi dobosa, aki 1996 és 2016 között zenélt a bandában.

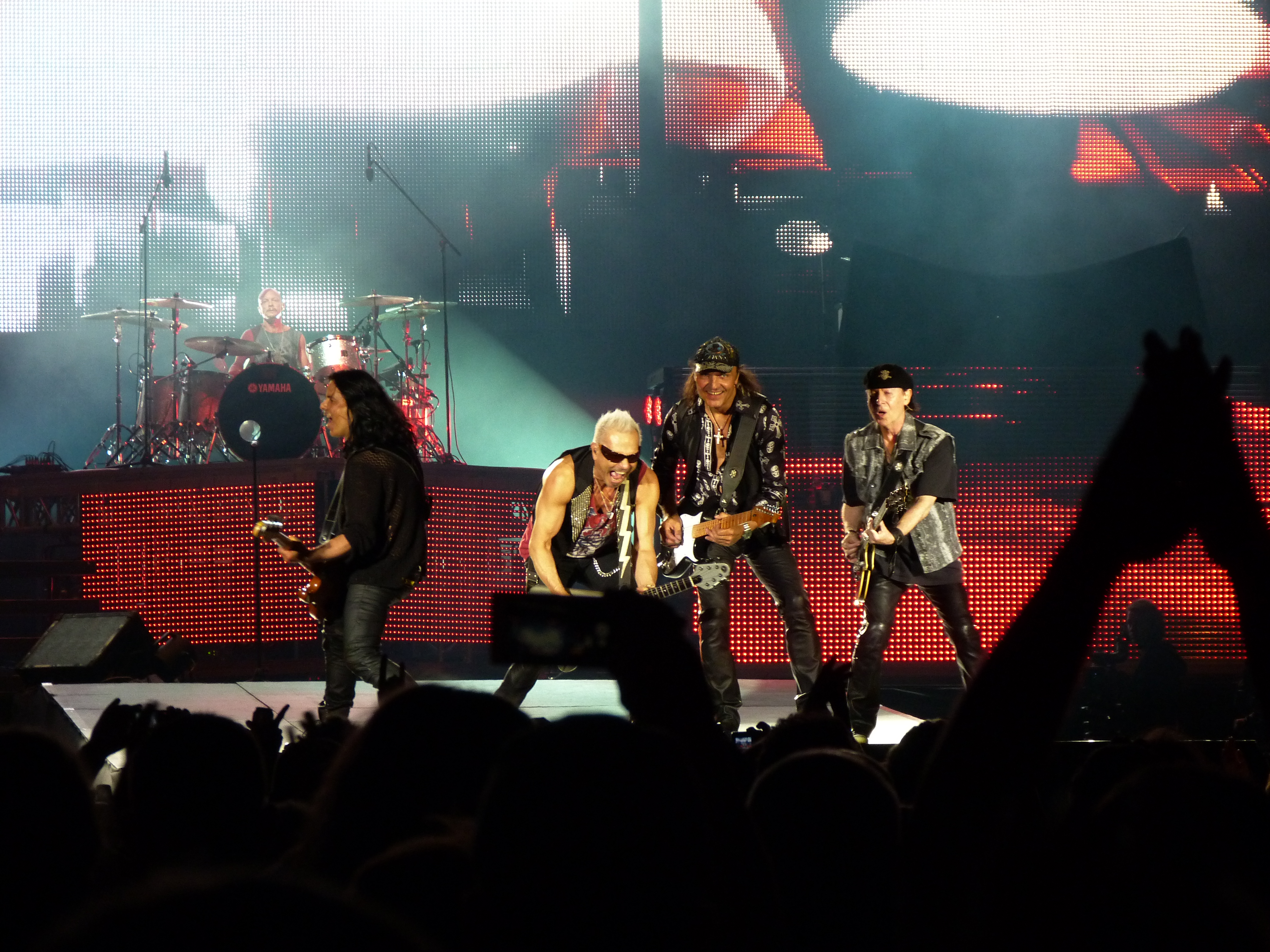
Scorpions – Szabadságkoncert

## Zenei stílusuk, hatásuk
A Scorpions hard rock stílusú zenéjének fő jellemzői a kemény gitárriffek és a dallamos szólók, az énekes Klaus Meine egyedi és magas fekvésű hangja, valamint a ritmusszekció húzós, egyszerű ütemei. A zenekar stílusában nagy szerepet töltenek be a sajátos, lírai hangvételű balladák. A kezdeti formáció az 1960-as évek végén a korszaknak megfelelő beatzenét játszott. Rudolf Schenkerre nagy befolyást gyakorolt a Rolling Stones, Klaus Meinét pedig a Beatles inspirálta. Az együttes debütáló albuma, a Lonesome Crow, 1972-ben jelent meg, és ez még a saját hangját kereső zenekar képét mutatta. Az albumot leginkább a krautrock stílusba lehet sorolni, de a pszichedelikus zene, a dzsessz és a progresszív rock hatása egyaránt jelen van a dalokban. Rudolf Schenker szerint azért merítettek ilyen szerteágazó stílusból, hogy megkülönböztessék magukat az olyan zenekarok hangzásától, mint a Black Sabbath vagy a Led Zeppelin. A második, Fly Rainbow című albumon már a keményebb hard rock riffek is nagy szerepet kaptak (például a Speedy's Coming dalban), de helyenként még ezt az albumot is áthatották a pszichedelikus rock jellemzői. Az ezt követő 1975-ös In Trance albumon, de főleg az 1976-os Virgin Killeren már egy saját karakterrel rendelkező, közérthetően fogalmazó hard rock együttes képe mutatkozott meg. A saját hang kialakításában nagy szerepet játszott az albumok produceri feladatát ellátó Dieter Dierks, aki 1988-ig dolgozott az együttessel. A Scorpions legfőbb védjegye az énekes Klaus Meine egyéni és utánozhatatlan hangja, melynek révén sokan a legjobb rockénekesek között emlegetik. A korai albumok másik fontos eleme Uli Jon Roth gitárjátéka volt, melyben az egyéniség mellett Jimi Hendrix hatása is nagymértékben tetten érhető volt. A saját karakter megtalálása mellett az olyan együttesek hatása, mint a Deep Purple, a Blue Öyster Cult, a Led Zeppelin, Alice Cooper vagy Jimi Hendrix tagadhatatlanul jelen van a '70-es években készült albumaikon.

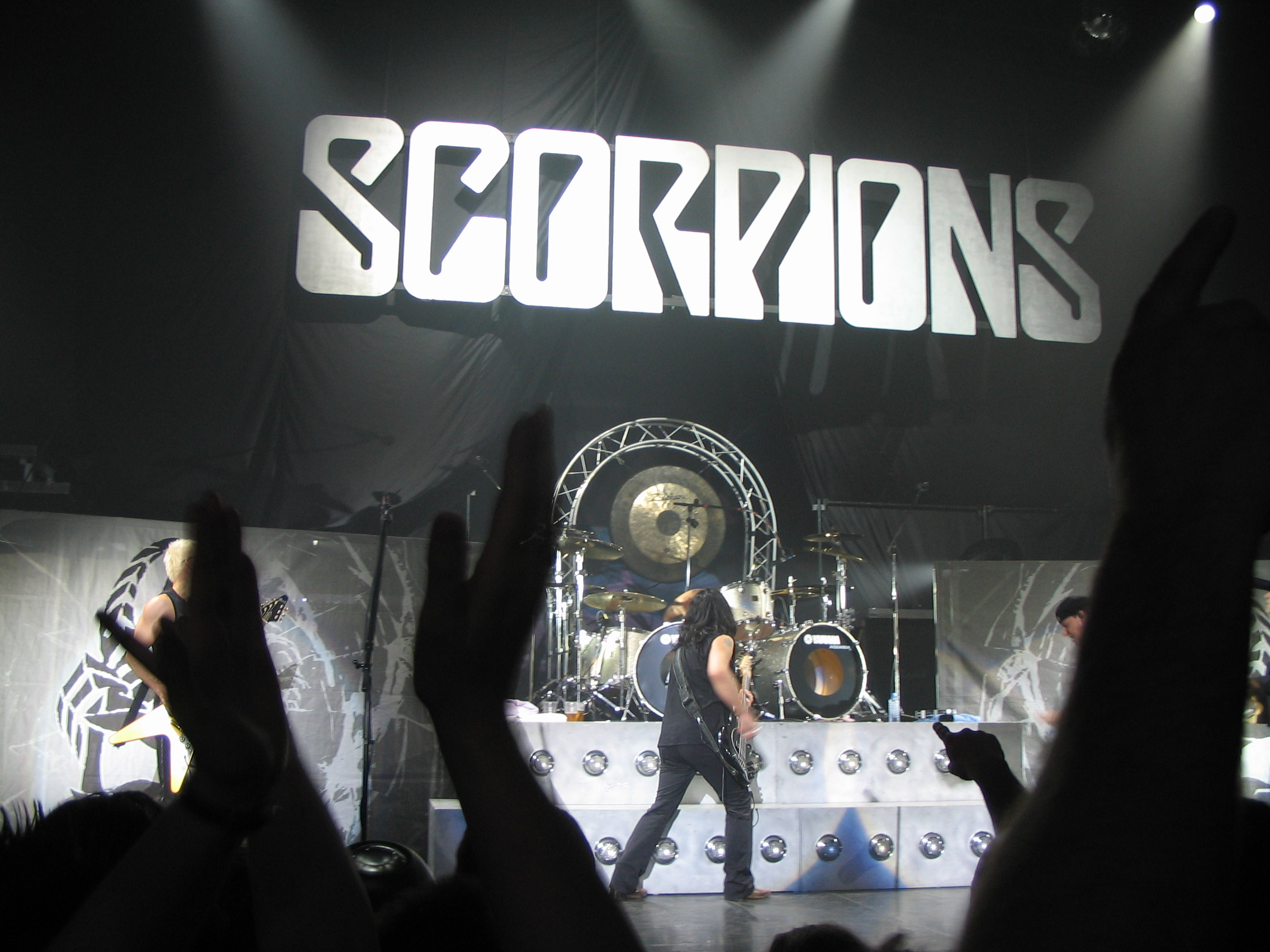
Scorpions koncert. A háttérben látható az együttes jellegzetes logója.

Uli Jon Roth távozásával az együttes korszerűsítette stílusát, így az 1979-ben megjelent Lovedrive albumon egy keményebb és egyben slágeresebb irányba fordultak, de az addigra kialakult jellegzetességeik is megmaradtak. Az ezt követő Animal Magnetism (1980) és Blackout (1982) albumokon már teljes mértékben kialakult az együttes klasszikusnak nevezett hangzásvilága, mellyel már az Egyesült Államokban is sikereket arathattak. Ezeken az albumokon az amerikai hard rock együttesekre jellemző slágeresség éppúgy megjelent, mint a korszerű, gyakran heavy metal keménységű gitárjáték. Hangzásukban fontos szerepet töltött be az Uli Jon Roth helyére érkezett Matthias Jabs szólógitáros, aki elődjével ellentétben modernebben, Eddie Van Halen-hatásokat sem nélkülöző módon használta hangszerét. Roth kiválásával pedig – a dalszerzést illetően – végérvényesen a Schenker–Meine páros vette át az irányítást. A következő hasonló stílusú lemezeik biztosították a nemzetközi sikert az együttes számára, bár az 1988-as Savage Amusement lemezen kísérletet tettek a populárisabb arena rock irányba.
Az ezt követő 1990-es Crazy World albumon visszakanyarodtak a keményebb vonalhoz, melyen apró mértékben az akkor divatos Guns N’ Roses nyers gitártémái is nyomot hagytak. Az 1990-es évek elején a hard rock/heavy metal stílusok népszerűségének csökkenése és a grunge/alternatív rock sikerei révén a Scorpions egyre távolabb került hard rock gyökereitől. A Face the Heat (1993) az addigi legmetalosabb, legsúlyosabb albumuk lett, míg az Eye II Eye elektropop dalai egy teljesen új felfogású Scorpionst mutattak. A kísérletezés és útkeresés tovább folytatódott a szimfonikus Moment of Glory (2000) és az akusztikus Acoustica (2001) albumokon. A kritikusok és a rajongók által egyaránt kedvelt klasszikus stílusukhoz a 2004-es Unbreakable albummal tértek vissza. A 2007-es Humanity: Hour I albumon folytatódott ez a tendencia, helyenként modernebb elemekkel (például nu metal vonásokkal) kiegészítve. A két utolsó, 2010-es Sting in the Tail és a 2015-ös Return to Forever albumaikon pedig teljes mértékben a '80-as évekbeli hangzásvilágát idézte meg a zenekar.
A Scorpionst a hard rock egyik úttörőjeként szokás emlegetni, akik elsőként tudtak elérni nemzetközi sikereket az európai zenekarok közül, megnyitva ezzel az utat Németország, Brazília és Skandinávia előtt. Az együttes az olyan előadókkal egyetemben, mint a Van Halen, az Aerosmith és az AC/DC nagymértékben hozzájárult az 1980-as évekbeli hard rock hangzás kialakításához. Kemény és változatos gitárriffjeik, valamint az arpeggiókra és a dallamokra nagy hangsúlyt fektető gitárszólóik olyan későbbi hard rock/metal zenekarokra és zenészekre gyakoroltak hatást, mint a Metallica, a Dokken, a Def Leppard, az Iron Maiden, a Dio, a Bon Jovi, Billy Corgan (Smashing Pumpkins) vagy Alex Skolnick (Testament). A Lovedrive, Blackout és a Love at First Sting albumokat általában a hard rock kiemelkedő alkotásai között szokták emlegetni, míg a Tokyo Tapes és a World Wide Live koncertalbumokat a legjobb koncertlemezekhez sorolják a szakértők.
A System of a Down a Coming Home és a When the Smoke is Going Down című dalokat, míg a Judas Priest a Blackout című szerzeményt dolgozta fel. Az Iron Maiden énekese, Bruce Dickinson a The Zoo című dalukat dolgozta fel, a Helloween pedig a He's a Woman – She's a Man című számot formálta a saját egyéniségére. A finn Children of Bodom szintén feldolgozott egy dalt, mégpedig a Don't Stop at the Topot, a Savage Amusement albumról. A svéd gitárvirtuóz, Yngwie Malmsteen nagy tisztelője Uli Jon Roth gitárjátékának, a Testament együttes pedig feldolgozta a Sails of Charon című dalukat. Ez a klasszikus dal a Metallica gitárosának, Kirk Hammettnek a kedvenc száma, melyből részleteket is szokott játszani egy-egy Metallica koncerten. A dalból a Flametal zenekar egy instrumentális flamenco átiratot készített, a Heavy Mellow lemezen. A svéd Therion a Fly to the Rainbow című dalukat dolgozta fel az 1997-es A'arab Zaraq – Lucid Dreaming című kiadványán. A Green Day pop-punk együttes a Rock You Like a Hurricanet adta elő egyes koncertjein. A Mötley Crüe énekese, Vince Neil az Another Piece of Meat dalt adta elő a 2010-es Tattoos & Tequila című albumán. Az amerikai Tesla zenekar a koncertjei előtt gyakran ad elő Scorpions dalokat hangpróba gyanánt. A punk rockot játszó Lagwagon együttes a No One Like Yout dolgozta fel a Let's Talk About Feelings album 2002-es újrakiadásán. A német orgonista Klaus Wunderlich a Send me an Angelt adta elő. A Smashing Pumpkins mát több Scorpions dalt is előadott a koncertjein, többek között a The Zoot is. Az olyan zenészek, mint Kirk Hammett, Axl Rose, Joe Satriani, Beth Ditto, Andreas Kisser, Shakira, Tarja Turunen, Pink, vagy a Weezer együttes egyaránt fontos példaképnek tekintik a zenekart. A Van Halen pályája kezdetén több Scorpions-dalt is játszott a koncertjein, míg Gary Moore egy 1976-os koncertjük után azt mondta Rudolf Schenkernek, hogy rohadtul szerelmes a zenekarába. Paulo Coelho brazil író és a híres színész, Ben Stiller egyaránt nagy rajongója a zenekarnak. Az együttes jól ismert show-elemei közé tartozik a legendás Scorpionspyramide, amelynél Klaus Meine a mellette álló két gitáros combjaira áll, így egyfajta piramist alkotva.

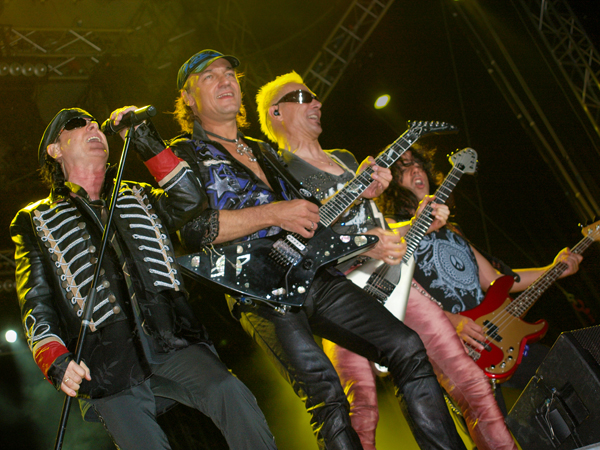
Scorpions koncert 2009-ben, Kavarnában

Az együttes legismertebb dala a Wind of Change a hidegháború végének a globális himnusza lett.
2009. február 21-én, sikeres pályafutásuk és a modern zenei kultúrát befolyásoló ténykedésük révén Echo életműdíjat kaptak, melyet Volodimir Volodimirovics Klicsko ökölvívó adott át az együttesnek Berlinben, az O2 Worldben. Az énekes Meine beszédében kihangsúlyozta, hogy a díj számukra nem a befejezést jelenti, hanem újabb lendületet adott az együttes karrierjének. Ezt követően egy, a Big City Nights, a Rock You Like a Hurricane és a Wind of Change dalokból álló egyveleget adott elő a zenekar. 2010 áprilisától a Los Angeles-i RockWalkon csillag és kézlenyomatuk őrzik „halhatatlanságukat”, mely révén csatlakoztak olyan legendás előadókhoz, mint Elvis Presley, B. B. King, Eric Clapton, Carlos Santana, Eddie Van Halen, Ronnie James Dio, és olyan zenekarokhoz, mint az AC/DC, a KISS, vagy a Black Sabbath. Ők az első olyan művészek Németországban és Közép-Európában, akik ebben a megtiszteltetésben részesülhettek.
2010. május 18-án a rockzene fejlődésében szerzett érdemeikért és kivételes pályafutásuk elismeréseként II. Albert monacói herceg Legend World Music Award díjat adományozott a zenekarnak.

## Tagok

### Jelenlegi tagok
- Klaus Meine (ének, 1969–)
- Rudolf Schenker (ének, ritmusgitár 1965–1967; ritmusgitár, vokál 1967–)
- Matthias Jabs (szólógitár, vokál 1978 és 1979–)
- Pawel Maciwoda (basszusgitár, vokál 2003–)
- Mikkey Dee (dobok 2016–)

### Egykori tagok
Ének
- Werner Hoyer (1967)
- Henry Spamfritter (1968)
- Bernd Hegner (1968–1969)

Szólógitár
- Karl-Heinz Vollmer (1965–1967)
- Ulrich Worobiec (1968–1969)
- Michael Schenker (1969–1973, 1979, főbb vendégszereplések: 2006 Wacken, 2009 Athén)
- Uli Jon Roth (1974–1978, főbb vendégszereplések: 2006 Wacken, 2009 Athén)

Dobok
- Wolfgang Dziony (1965–1972)
- Harald Grosskopf (1967)
- Joe Wyman (1972)
- Werner Lohr (1973)
- Jürgen Rosenthal (1973–1974)
- Jurgen Fechter (1974)
- Rudy Lenners (1975–1977)
- Herman Rarebell (1977–1996, főbb vendégszereplések: 2006 Wacken, 2009 Athén)
- Bobby Rondinelli (1983, ideiglenesen)
- Curt Cress (1996, ideiglenesen)
- James Kottak (1996–2016, 2024-ben elhunyt)
- Marc Cross (2014, James Kottak helyett)
- Johan Franzon (2014, James Kottak helyett)

Basszusgitár
- Achim Kirchoff (1965–1966) (elhunyt)
- Lothar Heimberg (1967–1973)
- Francis Buchholz (1973–1992)
- Ralph Rieckermann(1993–2003)
- Ken Taylor (2000)
- Ingo Powitzer (2004, Matthias Jabs gitártechnikusa, 2010–2014-ig a The Best Is Yet To Come dalban, majd 2015-től között a Delicate Dance című instrumentálisan darabban gitározik a koncerteken)

Billentyűs hangszerek
- Achim Kirschning (1973–1974; külsős zenészként 1975–1977)
- Herman Rarebell (1990–1991, a Concerto in V című instrumentális dalban)

## Diszkográfia

### Stúdióalbumok
- 1972: Lonesome Crow
- 1974: Fly to the Rainbow
- 1975: In Trance
- 1976: Virgin Killer
- 1977: Taken by Force
- 1979: Lovedrive
- 1980: Animal Magnetism
- 1982: Blackout
- 1984: Love at First Sting
- 1988: Savage Amusement
- 1989: Best Ballads
- 1990: Crazy World
- 1993: Face the Heat
- 1996: Pure Instinct
- 1999: Eye II Eye
- 2004: Unbreakable
- 2007: Humanity: Hour I
- 2010: Sting in the Tail
- 2015: Return to Forever
- 2022: Rock Believer

### Koncertlemezek
- 1978: Tokyo Tapes
- 1985: World Wide Live
- 1995: Live Bites
- 2000: Moment Of Glory (szimfonikus koncert)
- 2001: Acoustica (unplugged-koncert)
- 2004: Unbrakeable World Tour
- 2007: Live at Wacken Open Air
- 2009: Amazonia
- 2011: Get Your Sting and Blackout Live
- 2013: MTV Unplugged in Athens(wd)

### Válogatásalbumok
- 1978: The Best of Scorpions
- 1984: The Best of Scorpions Vol. 2
- 1989: Best of Rockers 'n' Ballads
- 1991: Rhythm Of Love
- 1992: Still Loving You
- 1997: Deadly Sting: The Mercury Years
- 1998: Big City Nights
- 2002: Classic Bites
- 2002: Bad for Good: The Very Best of Scorpions
- 2005: The Platinum Collection
- 2004: Box of Scorpions
- 2006: No. 1's
- 2006: Gold
- 2011: Comeblack
- 2015: Wind of Change: The Collection

### VHS/DVD
- 1985 : Super Rock In Japan – Tournée Love At First Sting
- 1985 : First Sting
- 1985 : World Wide Live
- 1988 : To Russia With Love And Other Savage Amusements
- 1990 : Moscow Music Peace Festival 1989, vol 2
- 1991 : Crazy World Tour Live...Berlin 1991
- 2000 : Moment of Glory
- 2001 : Acoustica
- 2002 : A Savage Crazy World
- 2004 : One Night In Vienna
- 2007 : Live At Wacken Open Air 2006
- 2009 : Amazônia : Live In Manaus
- 2013 : MTV Unplugged – Live in Athens[75]
- 2016 : Forever and a Day – Live In Munich & Forever and a Day Documentary[76]
- 2016 : Return To Forever:Tour Edition- a 2015-ös Brooklyn-i és clissoni koncertek felvétele.

### Blu-ray
- 2011 : Get Your Sting and Blackout Live

### Kislemezek
- 1975: In Trance
- 1977: He’s A Woman She’s A Man
- 1979: All Night Long (4 számos EP)
- 1979: Lovedrive
- 1979: Is There Anybody There
- 1979: Another Piece Of Meat
- 1980: Make It Real
- 1980: The Zoo
- 1980: Hey You
- 1982: Can’t Live Without You / China White
- 1982: Now!
- 1982: No One Like You
- 1984: Still Loving You
- 1984: Big City Nights / Bad Boys Running Wild
- 1984: Rock You Like a Hurricane / Coming Home
- 1984: Coming Home
- 1985: No One Like You (élő)
- 1988: Rhythm Of Love
- 1988: Believe In Love
- 1988: Passion Rules The Game
- 1989: Is There Anybody There (hosszú verzió)
- 1989: Can’t Explain
- 1990: Tease Me Please Me
- 1991: Don’t Believe Her
- 1991: Wind of Change
- 1991: Send Me An Angel
- 1992: Hit Between the Eyes
- 1993: Alien Nation
- 1993: No Pain No Gain
- 1993: Under The Same Sun
- 1993: Woman
- 1995: White Dove
- 1996: You And I
- 1996: Does Anyone Know
- 1996: Wild Child
- 1996: Where The River Flows
- 1997: Edge of Time
- 1997: When You Came Into My Life
- 1999: To Be No. 1
- 1999: Ten Light Years Away
- 1999: Eye to Eye
- 1999: Mysterious
- 1999: Aleyah
- 2000: Moment of Glory
- 2000: Hurricane 2000
- 2001: When Love Kills Love
- 2004: You Are the Champion
- 2004: Miracle
- 2007: Humanity
- 2010: The Good Die Young (Internet-Download,Mp3)
- 2010: Raised on Rock (USA Maxi, Internet-Download)
- 2010: Sting in the Tail

## Turnék
- 1972: Lonsome Crow Tour
- 1974: Fly to the Rainbow Tour
- 1975–1976: In Trance Tour
- 1976: Virgin Killer Tour
- 1977–1978: Taken by Force Tour
- 1979: Lovedrive Tour
- 1980: Animal Magnetism Tour
- 1982–1983: Blackout Tour
- 1984–1986: Love at First Sting Tour
- 1988–1989: Savage Amusement Tour
- 1990–1991: Crazy World Tour
- 1993–1994: Face the Heat Tour
- 1996–1997: Pure Instinct Tour
- 1999: Eye to Eye Tour
- 2000: Moment of Glory Tour
- 2001: Acoustica Tour
- 2002: Scorpions Tour 2002
- 2003: Scorpions Tour 2003
- 2004–2006:Unbreakable World Tour
- 2007–2009: Humanity World Tour
- 2010–2011: Get Your Sting and Blackout World Tour
- 2011-2012: Final Sting Tour
- 2013-2014: Rock'n Roll Forever Tour
- 2015-2016: 50th Anniversary World Tour
- 2017-2020: Crazy World Tour
- 2022-2023: Rock Believer World Tour
- 2024- : Love At First Sting 40th Anniversary World Tour

## Magyarországi fellépések
- 1986. augusztus 27.: Hidegkuti Nándor Stadion[77]
- 1990. december 3.: Budapest Sportcsarnok[78]
- 1993. szeptember 23.: Budapest Sportcsarnok[78]
- 1994. szeptember 3.: Népstadion – Klaus Meine és Rudolf Schenker vendégszereplése az Omega együttes koncertjén.[78]
- 1999. április 19.: Budapest Kongresszusi Központ – fellépés az Arany Zsiráf-gálán
- 2009. április 21.: SYMA rendezvénycsarnok – a leghosszabb magyarországi koncert (130 perc)[79]
- 2011. június 6.: Papp László Budapest Sportaréna – a "búcsúturné" magyarországi koncertje[77]
- 2014. június 16. Hősök tere – Szabadságkoncert az Omegával.
- 2016. február 29.: Papp László Budapest Sportaréna – az "50. születésnapot ünneplő világkörüli turné" magyarországi koncertje[80]
- 2019. november 18.: Papp László Budapest Sportaréna – a Crazy World Tour 2017-20 magyarországi állomása, a zenekar eddigi legrövidebb teljes koncertje Magyarországon (nettó 75 perc).
- 2022. május 30.: Papp László Budapest Sportaréna – a Rock Believer Tour magyarországi állomása.
- 2024. június 29.: Papp László Budapest Sportaréna – a Love At First Sting 40th Anniversary Tour magyarországi állomása.

## Ajánlott irodalom
- Rainer M. Schröder: Scorpions – Deutschlands erfolgreichste Rockgruppe (1980) ISBN 3-453-80048-6
- Hollow Skai: Scorpions ISBN 3-8118-3095-3 (1992)
- Rainer M. Schröder és Edgar Klüsener: Scorpions: Wind Of Change – Der lange Weg zum Rock-Olymp ISBN 3-85445-079-6 (1993)
- Rudolf Schenker: Rock Your Life ISBN 978-3-86882-019-5 (2009)
- Marc Theis: Scorpions – the 1st official Scorpions Photobook ISBN 978-3-86860-074-2 (2010)